# Gabriel García Moreno
Gabriel Gregorio García Moreno (Guayaquil, 24 de diciembre de 1821-Quito, 6 de agosto de 1875) fue un estadista, abogado, político, periodista, escritor, militar y poeta que ejerció como presidente del Ecuador.
Tuvo una influencia política y cultural que ejerció en el Ecuador desde 1858 hasta 1875. Como senador por la provincia de Pichincha en 1857 destacó por pedir la eliminación del tributo a los indígenas. Asumió el poder a consecuencia de la crisis del año 1859 que ocurrió por la separación del Estado en cuatro jefaturas supremas (Quito, Guayaquil, Cuenca y Loja), la guerra declarada por parte del Perú y el posterior bloqueo de Guayaquil por parte de la armada de ese país.
Defendió la soberanía de su país frente a las invasiones e intentos de repartirse el territorio ecuatoriano por parte de los gobiernos peruanos y colombianos de la época. Luchó contra el militarismo dictatorial que pugnaba por llegar al poder a fuerza de las armas. Bajo su gobierno realizó obras culturales, científicas y educativas como la fundación de la Academia Ecuatoriana de la Lengua, la Escuela Politécnica Nacional y el Observatorio Astronómico de Quito. Estableció las bases legales, económicas, administrativas, técnicas y educativas, además de forjar la identidad nacional y dar personalidad internacional al Ecuador.
Se lo considera el modernizador y constructor del estado ecuatoriano. El historiador Robalino Dávila afirma que gracias a sus gobiernos el Ecuador pudo progresar. Se resalta el impulso dado a la educación y a las obras públicas. Entre sus mayores legados se destacan la reunificación del Ecuador durante la crisis de 1859-1860, el sufragio universal, la reforma fiscal, el sistema vial basado en la construcción de varias carreteras, el ferrocarril, la instrucción pública, la investigación científica, el concordato con la Santa Sede, la reforma militar y el Panóptico de Quito. Un grupo de liberales lo asesinaron tras su reelección democrática para una tercera presidencia. Jorge Salvador Lara apunta que el magnicidio (Enrique Ayala Mora lo consideran tiranicidio) fue un duro golpe para el Ecuador y el mundo. Su muerte paralizó su programa modernizador, el cual no pudo ser seguido ni realizado por los siguientes gobiernos. Ciudades como Quito, Guayaquil, Santiago, Nueva York, París y Roma han rendido homenajes póstumos a su memoria. La tendencia liberal asevera que durante su mandato se impuso un régimen autocrático, pues consideran que suprimió la libertad de prensa e instituyó tribunales eclesiásticos. Su presidencia estuvo marcada por la proclamación de una Constitución cuyo conservadurismo le valió ser llamada la Carta Negra por la oposición.

## Biografía

### Infancia y juventud
Gabriel García Moreno fue uno el último de los 8 hermanos y el quinto varón del hidalgo español Gabriel García Gómez, o Gabriel García-Yangüas y Gómez de Tama y de la Orden, quien era originario de Villaverde del Monte en la provincia de Soria. Gabriel García Gómez realizó sus estudios en Cádiz y trabajaba en la oficina de uno de sus tíos (Martínez de Aparicio, quien fue secretario de Carlos III de España). Hacia finales de 1793, Gabriel García-Yangüas decidió buscar fortuna en las Américas y se embarcó en la fragata «Nuestra Señora de las Nieves». Se estableció en Guayaquil y llegó a ser procurador del síndico de la ciudad.El 9 de octubre de 1820 fue uno de los firmantes del acta de la Independencia de Guayaquil. Se casó con Mercedes Moreno, que era hija de Manuel Ignacio Moreno, Caballero de la Orden de Carlos III y regidor perpetuo del ayuntamiento de Guayaquil.
La familia García Moreno se distinguió como realista, y durante los tiempos de la revolución de independencia de España de acuerdo a la mayoría de los biógrafos había caído en desgracia. Dadas las circunstancias Mercedes Moreno decidió hacerse cargo de la educación de su hijo, quien leía y escribía a la edad de siete años. El biógrafo Augusto Berthe describe a Gabriel como un chico tímido durante su infancia y, de acuerdo al mismo autor, su padre curó su cobardía a la oscuridad y a las tormentas. Este autor además asegura que en una ocasión, durante una noche, yacía un cadáver en medio de una sala solitaria, y el padre de Gabriel le ordenó que fuera allí a encender una bujía; el niño obedeció a pesar de su temor. Uno de los frailes mercedarios, el padre Betancourt, del antiguo convento de Nuestra Señora de la Merced, dentro de la Iglesia de la Concepción en Guayaquil, y cercano a la casa de los García Moreno, se hizo cargo de la educación del joven Gabriel. Con esto, Gabriel llegó a dominar el latín. Además mostró una gran facilidad para el aprendizaje de las diferentes asignaturas.

### Estudios
A los catorce años de edad, Gabriel García Moreno se muda a la ciudad de Quito para proseguir sus estudios. Pudo hacerlo gracias a dos hermanas del padre Betancourt, que vivían en la capital y que le dieron alojamiento.
Cursó la secundaria en el Colegio Nacional San Fernando gracias a una beca otorgada por el gobierno del presidente Vicente Rocafuerte. Para acceder a esta beca, Gabriel García Moreno debía encargarse de la enseñanza de la gramática de los cursos inferiores.
Hacia los dieciocho años de edad se interesó por el sacerdocio y recibió las órdenes menores, pero se decidió por una vida política en lugar de una carrera eclesiástica. Ingresó a la Universidad de Quito para estudiar jurisprudencia.
Aprendió por su cuenta francés, inglés e italiano. A los veinticinco años obtuvo su doctorado en jurisprudencia.
Exploró científicamente los cráteres de los volcanes Pichincha y Sangay. Emprendió dos viajes a Europa para complementar sus estudios, siendo específicamente en la ciudad de París donde se formó, tanto de forma espiritual como científica. Profundizó además sus conocimientos sobre química, ciencias exactas e historia de la Iglesia católica.

### Periodista y escritor
Editó varias publicaciones en las cuales opinaba en contra de sus opositores políticos. Para ello fundó los periódicos El Zurriago, El Vengador, El Diablo, La Nación, El Primero de Mayo y La Unión Nacional.
Entre sus escritos más destacados constan: Epístola a Fabio y La Verdad a mis Calumniadores. Dejó además varios miles de cartas y discursos, especialmente correspondencia de asuntos personales, de gobierno y de política.

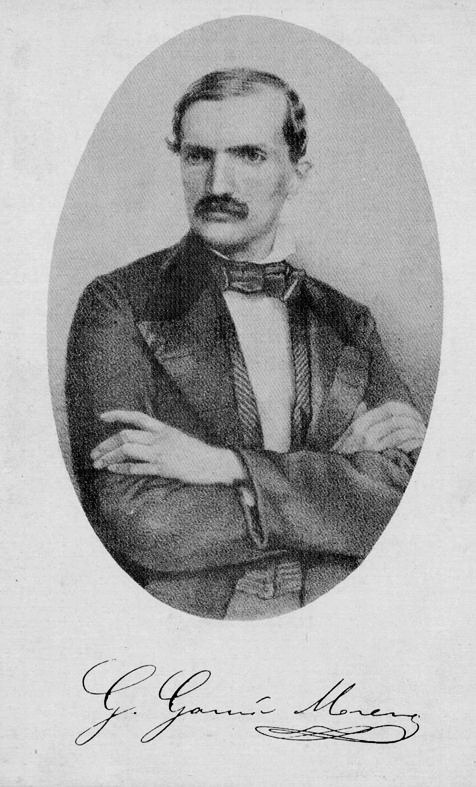
Retrato de Gabriel García Moreno autografiado.

### Matrimonios y descendencia
El 4 de agosto de 1846 contrajo matrimonio con Rosa Ascázubi; él contaba con 25 años de edad y acababa de doctorarse en Derecho, mientras la novia tenía 37. Rosita, como la sabía llamar García Moreno, falleció el 18 de octubre de 1865. La pareja tuvo cuatro hijos, de los cuales ninguno logró sobrevivir, probablemente debido a una enfermedad congénita heredada por vía paterna:
- Un niño del que se desconoce el nombre y las fechas de nacimiento y muerte, quizá porque fue antes de su bautismo.
- María del Rosario García y Ascázubi, nacida en Quito el 12 de febrero de 1849. Falleció el 17 de mayo del mismo año sin que su padre pudiera conocerla, pues se encontraba escondido en Guayaquil para evitar el proceso criminal que se le siguió después de abofetear al Ministro del Interior, Manuel Bustamante.
- María del Rosario Rosa García y Ascázubi, nacida en Quito el 30 de julio de 1850. También falleció sin que su padre la conozca, pues entonces se encontraba en Europa.
- Un aborto natural de un niño con alrededor de cuatro meses de gestación, que sucedió el 26 de noviembre de 1856.

Seis meses después de enviudar, Gabriel García Moreno contrajo segundas nupcias con una sobrina de su primera esposa, Mariana del Alcázar, de 29 años de edad. Este segundo enlace produciría tres hijas mujeres que también murieron a temprana edad como los anteriores, y un hijo varón, el único de todos los descendientes del presidente que alcanzaría la edad adulta:
- María Rosa García del Alcázar, nacida en Guaranda el 6 de diciembre de 1866, fallecida en Guápulo el 8 de febrero de 1868.
- Juana García del Alcázar, nacida en Quito el 1 de octubre de 1867, fallecida en la misma ciudad el 1 de octubre de 1867.
- Gabriel María García del Alcázar, nacido en Quito el 10 de enero de 1870, fallecido en la misma ciudad el 22 de agosto de 1931.
- Mariana de Jesús García del Alcázar, nacida en Quito el 25 de junio de 1874, fallecida en la misma ciudad el 1 de julio de 1875.

## Crisis Nacional de 1859-1860

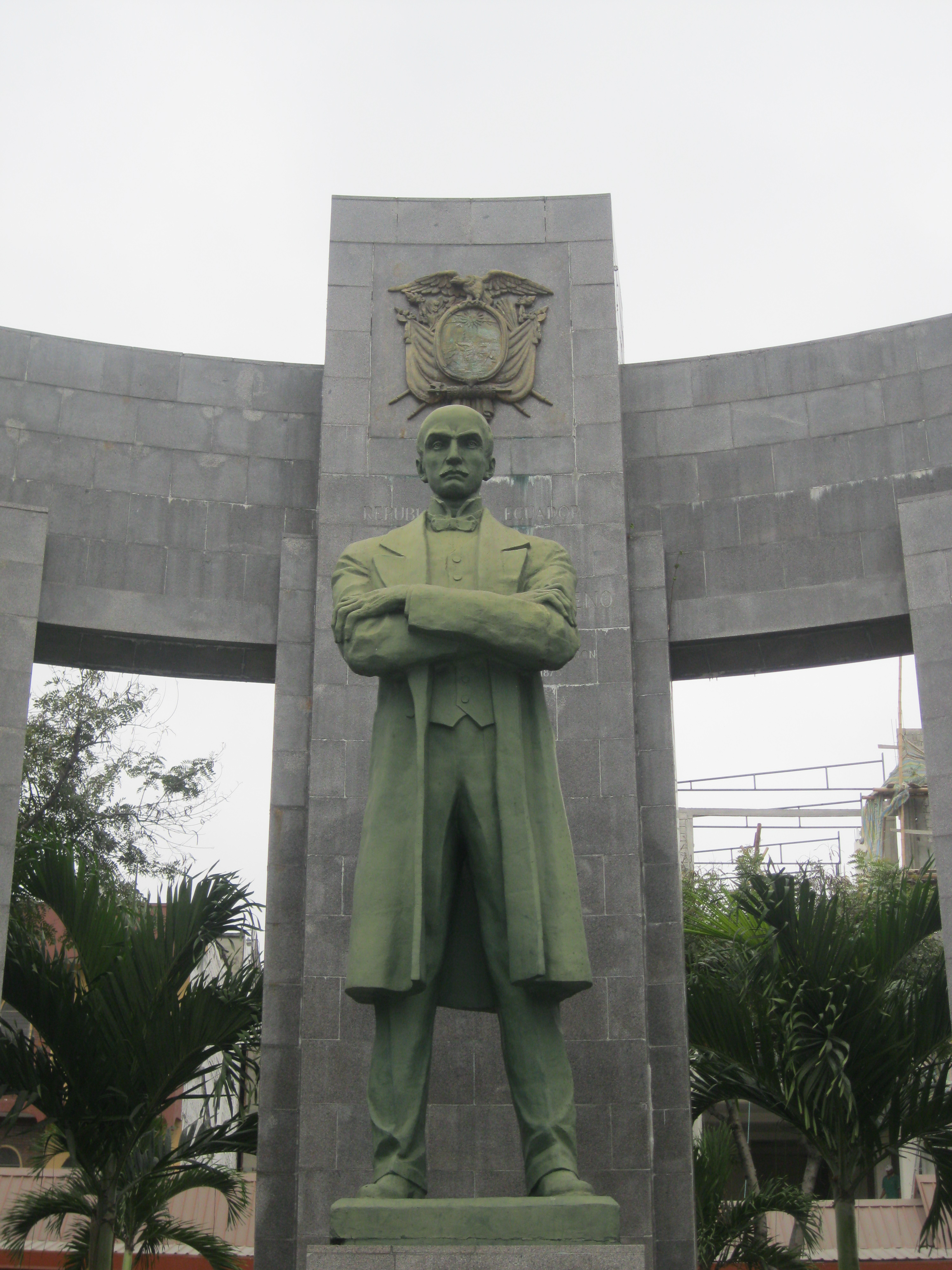
Monumento a Gabriel García Moreno en el Parque de La Victoria.

En 1857 el gobierno del presidente Francisco Robles había cedido a los acreedores ingleses la explotación de una parte del territorio ecuatoriano de la región amazónica con el objetivo del pago de la deuda inglesa. Enterado de este acontecimiento, el presidente peruano Ramón Castilla, basándose en una errónea interpretación de la Real Cédula española de 1802, protestó por aquella cesión aludiendo que ese territorio que se pretendía entregar aún se encontraba en litigio limítrofe entre Ecuador y Perú. De esta forma el gobierno peruano a través de su diplomático en Quito, Juan Celestino Cavero, forzó a romper relaciones diplomáticas.
En las sesiones del Senado de 1858 se entregaron las facultades extraordinarias al presidente para que este lograra contener las amenazas de guerra de parte del Perú. Pero todo tomó otro rumbo cuando el presidente peruano declaró que en realidad no quería la guerra con el Ecuador, sino más bien la caída del poder de Robles y Urbina. Esta noticia fue tomada en buen tono por parte de la mayoría de las personas que eran opositores al gobierno central por los excesos que este había cometido (como por ejemplo en la manera de reclutar gente y recolectar fondos) y además se sumaban los rumores de una supuesta venta de las islas Galápagos a los Estados Unidos.
El senador García Moreno, junto con Pedro Moncayo, fue el mayor opositor de Robles. A su vez el Senado, en su mayoría contraria también al presidente, quitó las facultades extraordinarias a Robles. Ante esta situación, por petición de Urbina, dos senadores se ausentaron del Senado para lograr así interrumpir las reuniones de esta Cámara por falta de cuórum.
Mientras tanto en el mes de noviembre de 1858 las flotas peruanas se detuvieron frente a Santa Elena y desembarcaron en la Isla Puná, efectuando así el bloqueo de la costa ecuatoriana. Robles ante tal situación traslada la capital a Guayaquil, siendo este hecho el punto de conflicto para que varias personas se sublevaran contra el gobierno y se efectuara la división interna que se exteriorizó con la proclamación de cuatro gobiernos; el de Guayaquil con Guillermo Franco (quien logró desterrar a Robles y Urbina), el de Cuenca con Jerónimo Carrión, el de Loja con Manuel Carrión y el de Quito con García Moreno como líder del triunvirato.
Por otra parte, los gobiernos del Perú y de Colombia habían suscrito el Tratado Mosquera-Zelaya, con el cual se acordaba la repartición del territorio del Ecuador entre ambos países.
En Guayaquil otro tratado se había concertado. El autoproclamado jefe supremo Guillermo Franco, entró en negociaciones con el Perú para que esta nación le apoyara y colaborara en el mantenimiento de su poder en esa ciudad. Estas negociaciones culminaron en el Tratado Franco-Castilla o Tratado de Mapasingue, con el cual se reducía el territorio ecuatoriano al entregar la Amazonia al Perú.
Durante estos acontecimientos se da la acción de García Moreno, siendo esta la lucha contra el invasor Ramón Castilla, presidente del Perú, y el general Guillermo Franco, jefe supremo de Guayaquil. García Moreno llamó a la acción militar, y rechazó ambos tratados. Finalmente el Ecuador recuperó la región oriental.
Para poder lograr la reunificación de la nación, se alió con el expresidente Juan José Flores, antiguo enemigo suyo. De esta manera, ambos se reconciliaron, pues a opinión de los dos el deber patriótico por salvar al Ecuador valía más que cualquier rencor.
Una vez que logró la toma de Guayaquil el 24 de septiembre de 1860, al vencer a Franco, cambió la bandera bicolor celeste y blanca (impuesta en la Revolución marcista), por el tricolor amarillo, azul y rojo de la bandera grancolombiana, siendo desde aquel año el símbolo nacional que representa a la República del Ecuador.
Al poco tiempo del triunfo de García Moreno y Flores sobre las tropas franquistas en Guayaquil, y la adhesión del resto del país al Gobierno Provisorio, se convocó a una Asamblea Constituyente.

## La Asamblea Constituyente de 1861
Se instaló en Quito el 10 de enero de 1861, convocada por García Moreno en su calidad de Jefe Supremo de Ecuador. En sus deliberaciones no pudo intervenir: tuvo que permanecer en Guayaquil, puesto que dicha provincia requería una reorganización política.
La Asamblea Nacional lo consideró capaz de dirigir al país durante las revoluciones planificadas por el expresidente Urbina y de posibles invasiones de los dos países vecinos, Perú y Colombia, y lo nombró presidente tras una votación general.

### Primera Constitución Garciana
La Asamblea tomó como base la Constitución de 1852 para redactar una nueva. Según Peter Henderson, la Constitución de 1861 fue un compromiso político que originó un sistema administrativo más o menos conservador pero con ciertas tendencias liberales. Liberalizó el electorado, pero el compromiso administrativo resultó de difícil manejo.
La ausencia de Gabriel García Moreno favoreció a que se promulgue una Carta política democrática liberal. Tenía un espíritu de legalidad, la cual para las circunstancias de aquella época no era la más idónea, pues se convirtió en una traba para que el presidente logre conciliar y establecer la unificación de un país que se hallaba dividido en el caos después de la crisis 1859-1860. García Moreno no permitió que esto se interponga en su labor gubernamental, la cual se ejecutó de manera enérgica. Sin embargo García Moreno logró hacer prevalecer algunos de sus criterios los cuales se traslucen en los siguientes artículos:
- Para ser ciudadano se requiere ser casado o mayor de veintiún años y saber leer y escribir.

De esta forma se suprimió la necesidad de tener cuantiosas sumas económicas para poder ejercer la ciudadanía.
- Habrá elecciones populares por sufragio directo y secreto.

Con esta la democracia se consolidó ya que finalmente el pueblo elegía mediante elecciones presidenciales a su gobernante gracias al sufragio universal.

## Su acción política 1860-1875
Constituyó la creación del Estado Nación y del modelo económico que perduraría por más de medio siglo. Así, con una política económica basada en las obras públicas, en la tecnificación de la educación y en la reducción de gastos burocráticos y militares, pudo emprender la acción de modernizar al país.
Para ampliar mercados y conseguir la comunicación entre la costa y sierra ecuatoriana, durante su gobierno construyó un sistema de carreteras que conectó al Ecuador entero.
Con una base económica cuyo punto principal fue el correcto manejo de los fondos públicos, García Moreno pudo sacar del estancamiento comercial a su pueblo, pudiendo así pagar gran parte de las deudas que el Ecuador tenía y llevándola a un alto avance en la educación.

## Primera Presidencia Constitucional (1861-1865)

### Visión general
Luchó contra lo que él consideraba el regalismo, el regionalismo, el militarismo, la anarquía, la incultura y el liberalismo ateo. Frenó la demagogia, incentivó la educación en todos los niveles de instrucción, construyó carreteras y reorganizó la hacienda pública.
Suscribió un concordato con la Santa Sede en 1862, ratificado en 1863, comenzando de esta manera la reforma del clero.
Dividió al Ecuador en provincias, lográndose así mejores resultados en los aspectos económicos, administrativos, judiciales y educacionales.
Reprimió las revoluciones, incluso llegando a fusilar a varios conspiradores y anarquistas que buscaban hacerse con el poder o intentaban desestabilizar al gobierno. Varios historiadores consideran esta "dureza" como necesaria debido a que el país se encontraba en una situación apremiante después de la crisis que atravesó y por la característica política inestable que asolaba al Ecuador desde su fundación como república. Algunos autores consideran que abusó de su poder, pero también se resalta los varios indultos que él concedió.

### Obra pública

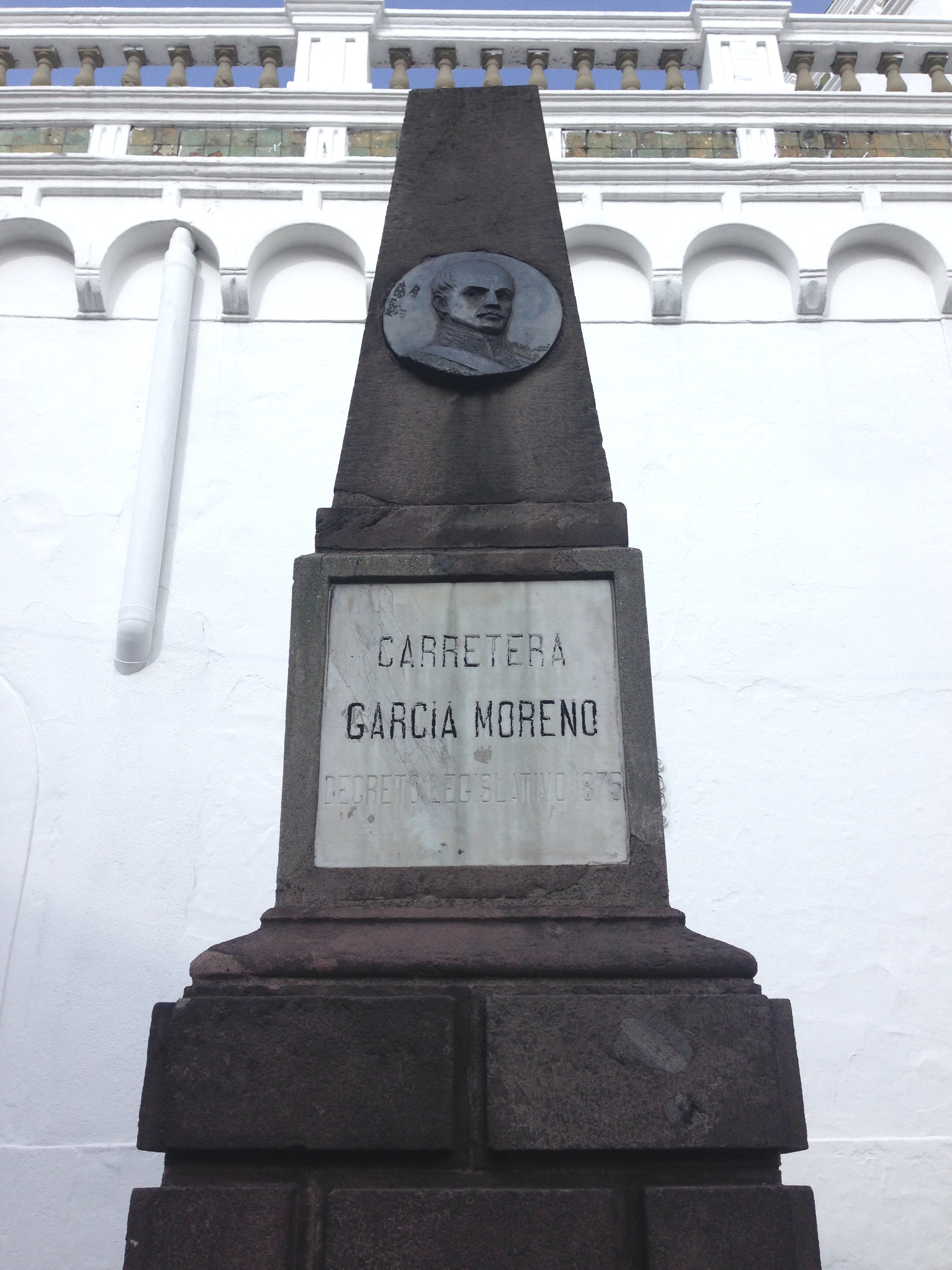
Desde el Arco de Santo Domingo ubicado en el centro histórico de Quito, inició la carretera que unió la Sierra con la Costa.

El plan vial de García Moreno, mediante el cual pretendía unir las regiones del Ecuador por sendas, carreteras y ferrocarriles que tenían a la ciudad de Quito como su centro, constituyó quizá una de sus más grandes aspiraciones personales en el campo de la obra pública. Los trabajos en varios de estos caminos se iniciaron durante los años de su administración, pero algunos fueron descartados después de su muerte; e incluían, entre otras, las siguientes carreteras:
- Quito - Guayaquil, por vía de Riobamba, que aunque nunca descendió a la Costa, sí se convirtió en el precedente de la actual autopista Panamericana. Era conocida como la Carretera García Moreno.
- Quito - Ibarra, por vía de Malchinguí, construida en un corto tramo.
- Quito - Yaruquí, por vía de Tumbaco, cuyos trabajos no terminados dieron forma a la actual avenida Interoceánica.
- Quito - Píntag, por vía de Sangolquí, que concluyó en su totalidad.
- Quito - Bahía de Caráquez, por vía de Alóag, que apenas alcanzó a construirse hasta la localidad de Santo Domingo, y que hoy une la Sierra con la Costa.

La Carretera del Sur o Carretera Nacional, fue construida con el objetivo de unir la capital de la República con el puerto de Guayaquil. Esta ayudó al progreso del país y fue concluida durante su segundo mandato. Posteriormente, por honor a la memoria del Mandatario, se la llamó Carretera García Moreno.

### Instrucción pública
García Moreno fue un apasionado de los temas pedagógicos. En su opúsculo de 1851, Defensa de los jesuitas, expresó su convicción de que en ningún otro sistema es tan importante la instrucción pública como en la democracia. Su compromiso con la educación se reforzó durante su segunda estadía en Francia (1855-1856), donde conoció y admiró la tarea educativa de los Jesuitas y de los Hermanos de la Salle. Como rector de la Universidad de Quito y senador, García clamó por una reforma universitaria y de todo el sistema educativo, pero la Asamblea Constituyente de 1861 no dio paso a su proyecto de Ley Orgánica de Instrucción Pública. Aunque la reforma educativa comenzó en su primera administración (1861-1865), se alcanzaron los mayores logros después de 1869.
Para alcanzar su objetivo "modernizador y civilizador", el gobierno conservador requería de una población alfabetizada y tecnificada, sin exclusión de la mujer y el indígena. La forja de una estructura educativa pública sólida, previamente inexistente, comenzó en 1861, aunque con una nota discordante: el régimen municipalista consagrado por la Convención Nacional de aquel año. Ateniéndose a la constitución, el Congreso transfirió las competencias de la instrucción pública a un consejo descentralizado, autónomo del Ejecutivo, y a las municipalidades, que adquirieron atribuciones en la supervisión de las escuelas sostenidas con sus fondos. García no podía tolerar esta limitación del Gobierno central y consiguió la derogatoria de aquel ordenamiento en 1869.
Los principios básicos de la reforma se inspiraron en la legislación francesa y se sintetizan en cinco puntos:
a)	La prioridad era la alfabetización elemental, por medio de la obligatoriedad de la escuela primaria, tanto masculina como femenina, sin exclusión de la población aborigen. La ley de 1871 proclamó la escolaridad obligatoria para todos los menores comprendidos entre los seis y doce años, allí donde pudiesen congregarse al menos veinte niños. Los progenitores que rehusasen enviar a sus hijos a estudiar serían multados.
b)	El catolicismo, ratificado por el concordato como la religión oficial del Estado, debía ser el elemento central del sistema educativo nacional. García estaba convencido de que solo la educación católica podía responder a las necesidades vitales de un pueblo tan religioso como el ecuatoriano. El catolicismo sería el factor integrador para moralizar al país, unido en una “cruzada contra el vicio”.
c)	La enseñanza pública debía estar centralizada, ideal que se alcanzó en el segundo mandato de García Moreno. Las leyes de educación de 1869 y 1871 suprimieron los Concejos Provinciales y los sustituyeron por un cuerpo de inspectores escolares que debían reportar directamente al poder ejecutivo la marcha de los establecimientos educativos, aún en las provincias más alejadas.
d)	García Moreno consideraba que en el Ecuador había exceso de médicos y juristas; por tanto, la educación superior debía reorganizarse totalmente y abrirse a la enseñanza de las ciencias modernas como la alquimia.
e)	Por último, el programa modernizador incluyó las bellas artes, los oficios y la agricultura. Se establecieron varias instituciones culturales, entre ellas un observatorio astronómico y la Academia Ecuatoriana de la Lengua (1874).
El primer paso fue la construcción de escuelas, porque la infraestructura de los primeros treinta años de vida republicana era insuficiente. Si bien el Gobierno conservador contó con más recursos gracias a la mayor eficiencia en el cobro de las aduanas y de los impuestos, el Ecuador seguía siendo un país pobre, hecho que condicionará permanentemente el proyecto modernizador. En todo caso y como ya hemos mencionado, la reforma educativa se aceleró entre 1869 y 1875, periodo en el que se consolidó un auténtico sistema público de enseñanza. Su artífice demostró conocer las condiciones geográficas y socioculturales del país, así como las reales posibilidades de la burocracia educativa con la que contaba.
Las limitaciones financieras y la necesidad de contar con maestros capacitados, dispuestos al sacrificio y leales a su proyecto político, llevaron al presidente a dirigir su mirada a la Iglesia y a Europa. García Moreno confió la educación primaria a los Hermanos de las Escuelas Cristianas; para la educación de la mujer gestionó la venida de la Congregación de los Sagrados Corazones. Los jesuitas, por su parte, asumieron la responsabilidad de la educación secundaria; si bien García no había estudiado con ellos, su experiencia en Europa le había convencido de que la Compañía de Jesús ofrecía la más alta calidad de instrucción en el orbe católico. Las mermadas arcas del Estado solo permitieron establecer colegios dirigidos por la Compañía en Quito (desde 1869 llamado "San Gabriel"), Guayaquil ("San Vicente"), Riobamba ("San Felipe Neri") y Cuenca. Otras capitales provinciales, como Ibarra, Latacunga y Loja, tuvieron que mantener sus centros con cuerpo docente seglar.

### Servicio postal

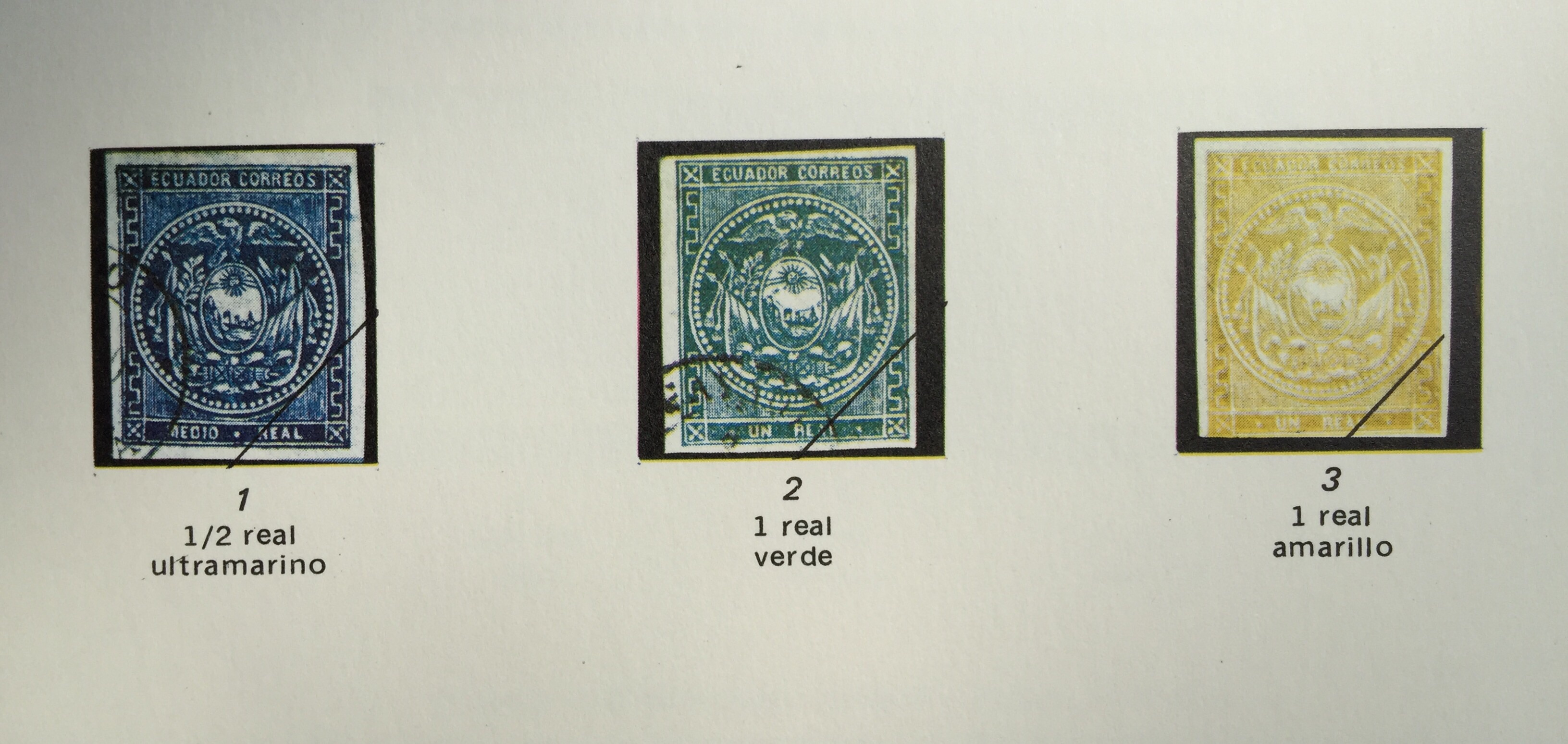
Primera serie de estampillas ecuatorianas emitidas bajo el impulso del presidente Gabriel García Moreno.

Durante su presidencia enmarcada dentro de un programa de modernización se reformó y mejoró las comunicaciones postales, lográndose así afianzar la identidad nacional gracias a la emisión de las primeras estampillas ecuatorianas, especies emitidas por la Oficina de Correos del Ecuador. A los sellos postales se los ilustró con el Escudo de Armas de la República. Las planchas fueron trabajadas por Emilia Rivadeneira. La primera serie de estampillas fueron impresas en Quito con un tiraje original de un millón y medio de especies las cuales entraron en circulación en enero de 1865, siendo usadas hasta el 31 de agosto de 1873 cuando fueron reemplazadas por una segunda serie impresa en Europa.

### Combate naval de Jambelí
Después de realizadas las elecciones presidenciales para el período 1865-1869 en donde resultó ganador el candidato oficialista Jerónimo Carrión, la revolución urbinista era eminente. José María Urbina y Francisco Robles lideraron una nueva invasión a las costas ecuatorianas desde la República del Perú, cuyo gobierno respaldaba a los revolucionarios, con el fin de derrocar a Gabriel García Moreno. El primer acto fue sobornar a través del comandante José Marcos al capitán del vapor Washington para que entregara el buque mercante extranjero a manos de los urbinistas. Posteriormente se procedió al abordaje del vapor Guayas, único buque ecuatoriano con el que contaba la República en aquel entonces, en donde se asesinó a su tripulación. Urbina pudo unir a los vapores antes mencionados uno nuevo denominado Bernardino (31 de mayo de 1865).
Una vez llegada las noticias de estos hechos al gobierno, el presidente declaró pirática a la invasión y procedió a conjurar la revolución. Como no se contaba con fuerza naval, Gabriel García Moreno se vio en la necesidad de comprar un buque británico llamado Talca que por casualidad fue a fondear a Guayaquil. Una vez que la transacción se realizó, al buque subieron a bordo doscientos cincuenta soldados en compañía del presidente.
Así, el 26 de junio de 1865 se dio la batalla en el Canal de Jambelí. El Talca, junto con un pequeño fluvial Smyrk, arremetió contra las fuerzas revolucionarias. El Guayas fue el primero en ser abordado y de inmediato el Bernardino. Mientras los tripulantes del Talca desarmaban a los vencidos, el Smyrk se dirigió a la captura del Washington en donde se encontraban los máximos cabecillas de la invasión. Los sublevados entraron en desesparación al ver al fluvial Smyrk y emprendieron la fuga saltando al mar, entre ellos Urbina y Robles.
En este barco se pudo rescatar a varias personas que habían sido secuestradas (de la ciudad de Santa Rosa) y condenadas a muerte por defender al gobierno constitucional de Gabriel García Moreno. En los objetos dejados por los revolucionarios se encontraron billetes falsificados y documentos que los comprometían en la piratería. Estos papeles, junto con las armas que portaban los rebeldes, fueron base suficiente para proceder al consejo de guerra sumario de los cuarenta y cinco responsables capturados, de los cuales veintisiete fueron fusilados por traición a la patria.

### Política internacional
Durante su ejercicio se anuló el Tratado Mosquera-Zelaya, firmado en secreto entre Colombia y Perú con el que pretendían el reparto del territorio ecuatoriano.
Las fuerzas revolucionarias de Julio Arboleda, quien se encontraba en una pugna por el poder contra Tomás Cipriano de Mosquera (lo cual ocasionaría la guerra civil en Colombia), invadieron territorio ecuatoriano cuando perseguían a las tropas mosqueristas que también habían violado la frontera en su intento de escape. Al enterarse de estos hechos el comandante Vicente Fierro, al mando de un destacamento, se pone en marcha para lograr hacer respetar y defender la línea fronteriza del Ecuador. Sucede pues que los soldados ecuatorianos son confundidos por la armada de Arboleda como soldados mosqueristas e incurren en el error de herir al jefe del destacamento ecuatoriano. Cuando estos sucesos llegan a Quito ocasionaron la irritación del gobierno, ordenando García Moreno el envío de una división del ejército a la frontera con el objetivo, según circular del cuerpo diplomático, de asegurar el respeto y la integridad del territorio ecuatoriano. Posteriormente se exige la destitución del coronel que lideró a las fuerzas de Arboleda que ocasionaron los ataques y además la entrega del comandante Matías Rosero quien fue el que hirió al jefe ecuatoriano. Ninguna de estas exigencias fueron satisfechas dando como consecuencia el enfrentamiento entre ambos bandos en la Batalla de Tulcán. García Moreno lideró personalmente el ejército ecuatoriano pero fue derrotado y tomado prisionero. Arboleda inmediatamente dejó en libertad al presidente, entró en negociaciones y finalmente firmaron la paz.
El Ecuador tuvo un enfrentamiento armado con Colombia, debido a las pretensiones del presidente Tomas Cipriano de Mosquera de restaurar la Gran Colombia de Simón Bolívar. Este proyecto fue propuesto a García Moreno quien lo consideró inadmisible para el Ecuador debido a la diferencia radical entre los dos gobiernos: la política de Mosquera era de tendencia liberal y perseguidora acérrima de la Iglesia Católica, mientras la política de García Moreno era de carácter conservador y de relación estrecha con la Santa Sede. Esta diferencia ideológica, sumada la oposición popular del Ecuador a cualquier anexión a Colombia, fue determinante para que García Moreno rechazara en más de una ocasión esta propuesta. Mosquera enfurecido lanzó una proclama en el Cauca en donde, a más de entrometerse en asuntos políticos internos del Ecuador, acusa al gobierno garciano de "opresión teocrática". Este manifiesto fue rechazado por el pueblo ecuatoriano y se preparó para una posible guerra con el vecino del norte. En efecto, el choque entre ambas naciones fue inevitable dándose así la Batalla de Cuaspud, saliendo vencido García Moreno, quien había dado el mando del ejército al general Juan José Flores. Inmediatamente después de la guerra se llegó a una paz honrosa para ambos países en la firma del Tratado de Pinsaquí.
Pretendió convertir al Ecuador en un protectorado francés en dos ocasiones (1859 y 1861), debido al gran temor que existía en aquellos años por las invasiones peruanas y colombianas y la crisis política interna que vivía el país. El primer episodio es conocido como "cartas a Trinité", en alusión al nombre del Encargado de Negocios de Francia en Ecuador, el cual no culminó exitosamente debido a que éste no notificó el pedido al Segundo Imperio francés, ya que una enfermedad le impedía cumplir sus labores. La segunda ocasión se entendió con el nuevo Encargado de Negocios en Quito, M. Fabre, aunque tampoco prosperó ya que en estas fechas Francia se hallaba en un conflicto internacional con México que culminó en el establecimiento del Segundo Imperio Mexicano. La idea de Gabriel García Moreno era conseguir un protectorado como el que tenía Gran Bretaña sobre Canadá en aquella época, pero con algunas modificaciones. Además, en ambas propuestas se debía contar con la aprobación de los ecuatorianos mediante una consulta popular.
En 1862, en un intento de congratulación con los británicos, obsequió a la reina Victoria del Reino Unido una corona prehispánica de oro con un aplique a modo de plumas, que había sido hallada durante una excavación arqueológica de 1854 en el cantón Chordeleg. Aunque su origen real aún se debate entre la cultura cañari o los conquistadores del Tahuantinsuyo, la joya es parte de la Colección Real Británica bajo el nombre de Corona Inca.
La posición del Ecuador con respecto al conflicto peruano-hispano de 1864 fue calificada de antiamericana por Perú, pues Ecuador se declaró neutral frente a la invasión de la escuadra española a las costas peruanas. Pero esa misma tendencia de neutralidad fue seguida por otras naciones sudamericanas como Chile y Bolivia. Posteriormente el Gobierno ecuatoriano impulso junto con el Gobierno chileno a la defensa del Perú mediante un Congreso Americano el cual fue integrado por Argentina, Guatemala, Bolivia, Perú, Venezuela, Ecuador, Chile y Colombia.
Durante la invasión francesa a México y el establecimiento del Segundo Imperio Mexicano, cuya corona le fue ofrecida por católicos mexicanos al archiduque de Austria Maximiliano de Habsburgo y su esposa Carlota de Bélgica, el apoyo de la Iglesia católica mexicana a los extranjeros motivó la expulsión de varios arzobispos y obispos del país. El presidente mexicano Benito Juárez rompió relaciones con el Gobierno ecuatoriano y en enero de 1861 se ordenó la expulsión del Ministro Encargado de Negocios de Ecuador en México, Francisco de N. Pastor, debido a las simpatías que este parecía mostrar con la invasión francesa y la instauración de una monarquía en favor de Maximiliano I, aunque finalmente no se concretó la expulsión. El Gobierno ecuatoriano oficialmente se mantuvo en el mismo lineamiento que las demás naciones americanas durante este conflicto. Por ende, el presidente García Moreno exhortó a su Encargado de Negocios en México para que no reconociera al Imperio de Maximiliano y además le quitó sus credenciales como representante del Ecuador en dicho país. Esto lo hizo a pesar de que apreciaba a Francia. En junio de 1867, Maximiliano fue derrotado y fusilado por el presidente Benito Juárez, quien restableció la República mexicana.

## Presidente interino de la República (1869)
Gabriel García Moreno ante los pedidos tanto del pueblo como de su partido político acepta su candidatura a la presidencia. José María Urbina, al enterarse de aquella noticia, intentó impedir las elecciones presidenciales mediante una revolución, pues su candidato por el cual hacía propaganda electoral, Francisco Aguirre Abad, probablemente perdería en los comicios. El apoyo de los ecuatorianos para con García Moreno se hacía sentir en la República.
Urbina y Franco, quienes se habían combatido una década atrás, se unieron para de esta forma tener mayor éxito en la revolución. El presidente Javier Espinosa permaneció indiferente ante el eminente caos que estaba próximo a ocurrir. García Moreno, al notar la pasividad del presidente, se vio en la necesidad de dar un golpe de Estado en Quito.
El golpe de Estado o cuartelazo fue apoyado por los militares y el pueblo quiteño, los cuales ofrecieron todo su respaldo al nuevo presidente interino. Inmediatamente las demás provincias del Ecuador empezaron a desconocer al gobierno de Espinosa y se unieron al de García Moreno. Posteriormente convocó una Asamblea Constituyente con el fin de instaurar el orden jurídico. Una vez restablecida la paz en el país, el presidente interino renunció a su cargo.

## La Asamblea Constituyente de 1869
La Asamblea convocada por García Moreno es considerada como la más fructífera del siglo XIX en el Ecuador, ya que además de la nueva Constitución, se sancionó también el Código Civil, el Código de Procedimiento Civil y el Código Penal, se creó reglamentos y leyes para la destinación del erario público a la educación.
Terminada su labor legislativa, la Asamblea nombró a Gabriel García Moreno Presidente Constitucional. Este a primera instancia rechazó su elección, pero finalmente aceptó el cargo. Fue posesionado como Presidente de la República el 10 de agosto de 1869 en la Catedral de Quito.

### Segunda Constitución Garciana
Se expidió la octava Constitución de la República del Ecuador, denominada por los opositores liberales como «la Carta Negra», debido a que se aseguraba que la misma tenía una serie de disposiciones que atentaban contra los derechos civiles y políticos de la población ecuatoriana. Cabe mencionar que esta logró un avance significativo en el constitucionalismo ecuatoriano.
Las más novedosas disposiciones fueron:
- Para ser ciudadano se requiere: Ser católico, saber leer y escribir, y ser casado o mayor de veintiún años. Historiadores como Albán Gómez, Cevallos García, entre otros, manifiestan que para lograr comprender el requerimiento de ser católico, se lo debe mirar desde la perspectiva del proyecto de consolidación nacional trazado por el garcianismo, el cual requería del influjo de la Iglesia para establecer las bases progresistas que su mentor deseaba para un país caracterizado por una tradición cristiana que se arraigaba desde la época colonial. Además, la población del Ecuador de aquel entonces se declaraba en su mayoría católica por lo que en realidad no se excluía a nadie de la ciudadanía.[114][115][116]
- El presidente de la República será elegido por voto secreto y directo de los ciudadanos en ejercicio.
- El presidente de la República durará en sus funciones seis años. Podrá ser elegido para el período siguiente; mas para serlo por tercera vez, deberá mediar entre esta y la segunda elección el intervalo de un período.[117]

Miguel Ángel González Leal escribió al respecto:

En el proceso de consolidación de la identidad nacional, expresado en la relación entre los dos conceptos de ecuatorianidad y ciudadanía, se produjo una notable innovación al extender el acceso al estatus de ciudadano a otras capas sociales a través de la concesión del derecho al voto a todos los varones casados mayores de 21 años que supiesen leer y escribir. Comúnmente, la historiografía ha interpretado que este incremento del derecho al voto permitió a García Moreno y a los conservadores serranos mantener el poder político, merced a la mayor dimensión de la población serrana y al control ideológico que a través de la Iglesia se ejercía sobre ella [...]. No obstante, cabría contemplarlo también como una medida destinada a reforzar la identidad nacional y afirmar la legitimidad del estado, al amplir la base social susceptible de adquirir compromisos y responsabilidades con el país.

### Referéndum constitucional
García Moreno sometió a referéndum la Constitución creada por la Asamblea Constituyente (conformada por representantes electos de cada provincia) para el 18 de julio de 1869. Obtuvo una votación favorable con una amplia ventaja de 13.640 votos por el Sí contra 514 votos por el No.

## Segunda Presidencia Constitucional (1869-1875)

### Visión general
Varios historiadores como Jorge Salvador Lara afirman que el verdadero progreso o salto a la modernidad del Ecuador comenzó durante su segundo mandato. Consolidó el poder público y culminó varias obras emprendidas en su primera administración. Una de ellas fue la Carretera Nacional. Empezó nuevas obras públicas. Niñas, niños, hombres y mujeres, sin importar su condición o clase social, recibían la instrucción en todos los niveles y ramos educativos que el Gobierno ofrecía de manera gratuita. La especialización científica fue introducida en el país por primera vez.
Realizó la primera oficina de estadística en el país para la recopilación de datos demográficos y así lograr obtener el número de habitantes en el Ecuador.

### Obra pública

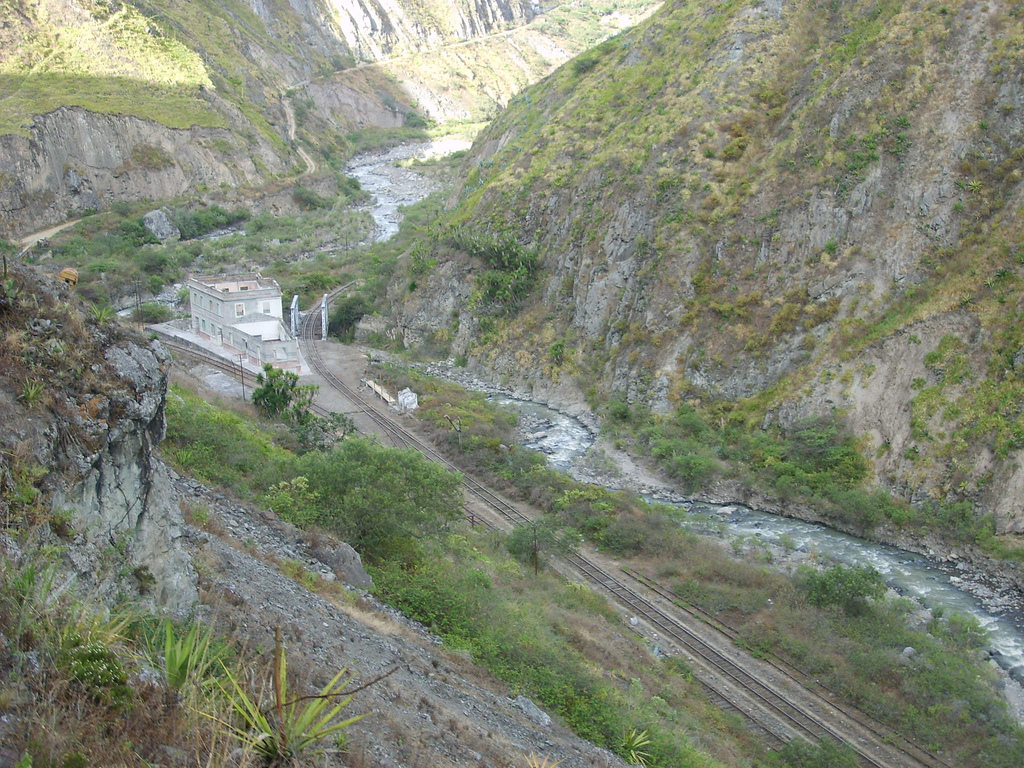
Estación ferroviaria de Sibambe, hasta donde llegaba el tren en la época de García Moreno.

Durante su administración se construyó el Ferrocarril de Yaguachi, construido entre Yaguachi (actual provincia del Guayas) y Sibambe (provincia de Chimborazo), García Moreno inauguró en persona el servicio de varias locomotoras. Este tramo se conectaba directamente con la Carretera García Moreno, y desde allí permitía las comunicaciones con las ciudades de la Sierra central y norte. Se empezaron a colocar también los primeros postes del servicio de telégrafo. En homenaje póstumo al presidente, se cambió el nombre del mismo por Ferrocarril García Moreno.

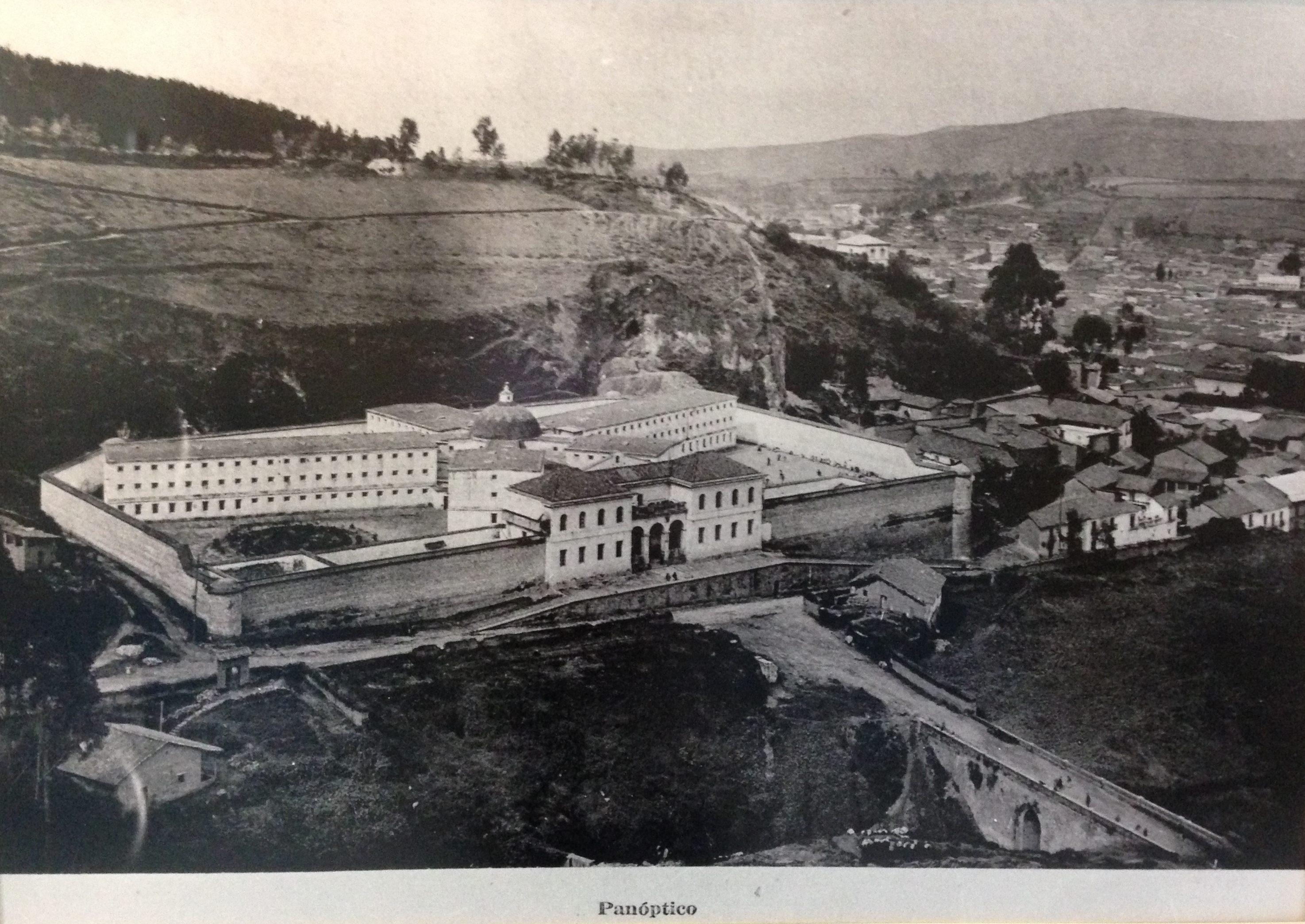
El Panóptico de Quito, construido durante la segunda presidencia de García Moreno.

Con el objetivo de centralizar el servicio penitenciario regional en un solo lugar, en 1868 se inició la construcción de la Penitenciaria de Quito, llamada también Panóptico debido a su modelo radial que permite una visión absoluta de las celdas desde una torre central. El edificio fue concebido con un diseño similar a la prisión de la Rue de la Santé, en París, y estuvo a cargo de los arquitectos europeos Thomas Reed y Francisco Schmidt, quienes entregaron la obra totalmente concluida en el año 1874. Después de más de 140 años de funcionamiento ininterrumpido, el ex Penal García Moreno cesó en su servicio de acoger a los presos el 30 de abril de 2014.

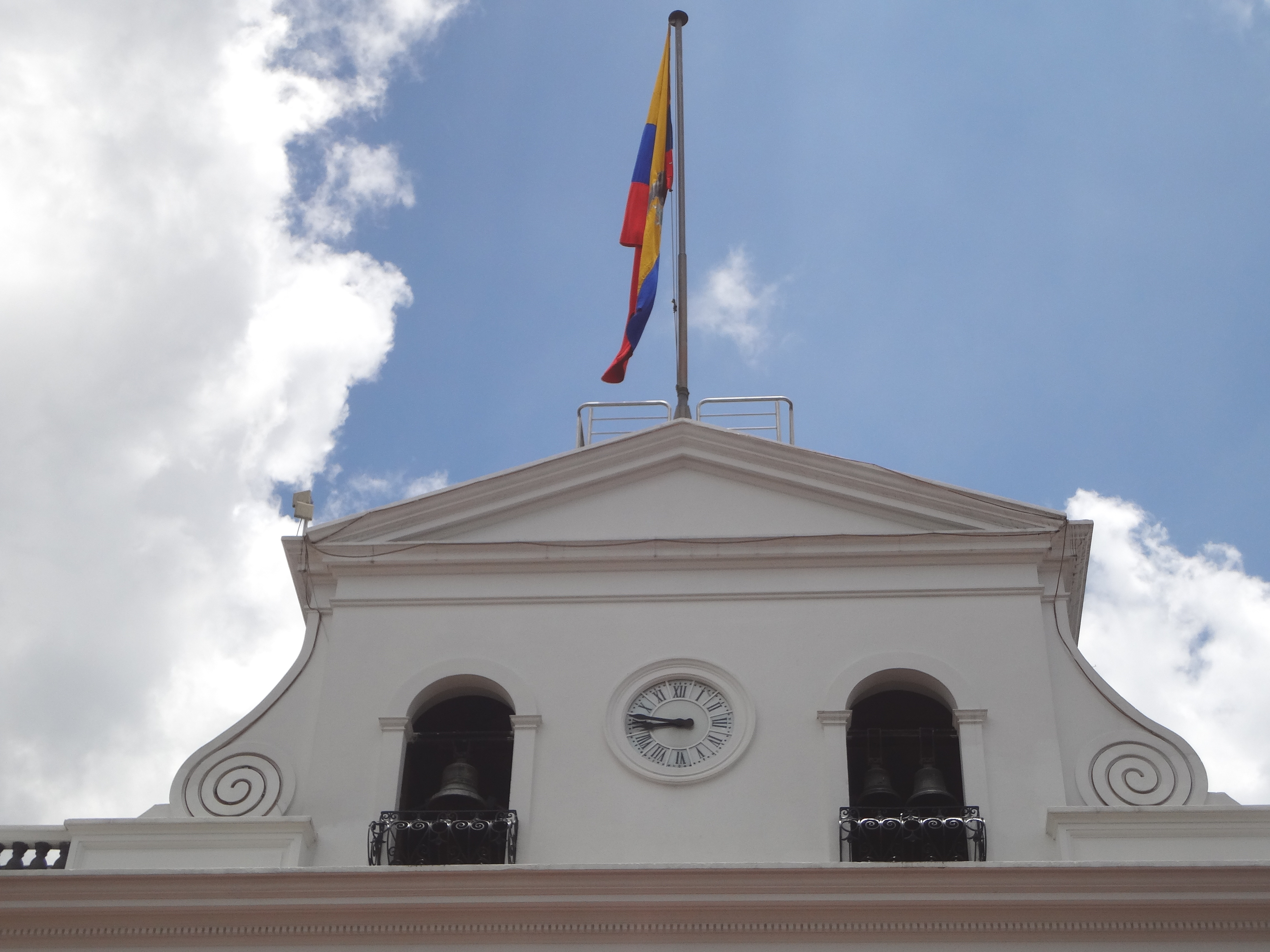
Frontispicio con el reloj público y campanario en el Palacio de Carondelet.

Continuó con la remodelación, ampliación y mejoramiento del Palacio de Carondelet iniciada en su primera presidencia. Construyó su frontispicio central en donde hizo colocar tres campanas y un reloj.

### Instrucción pública

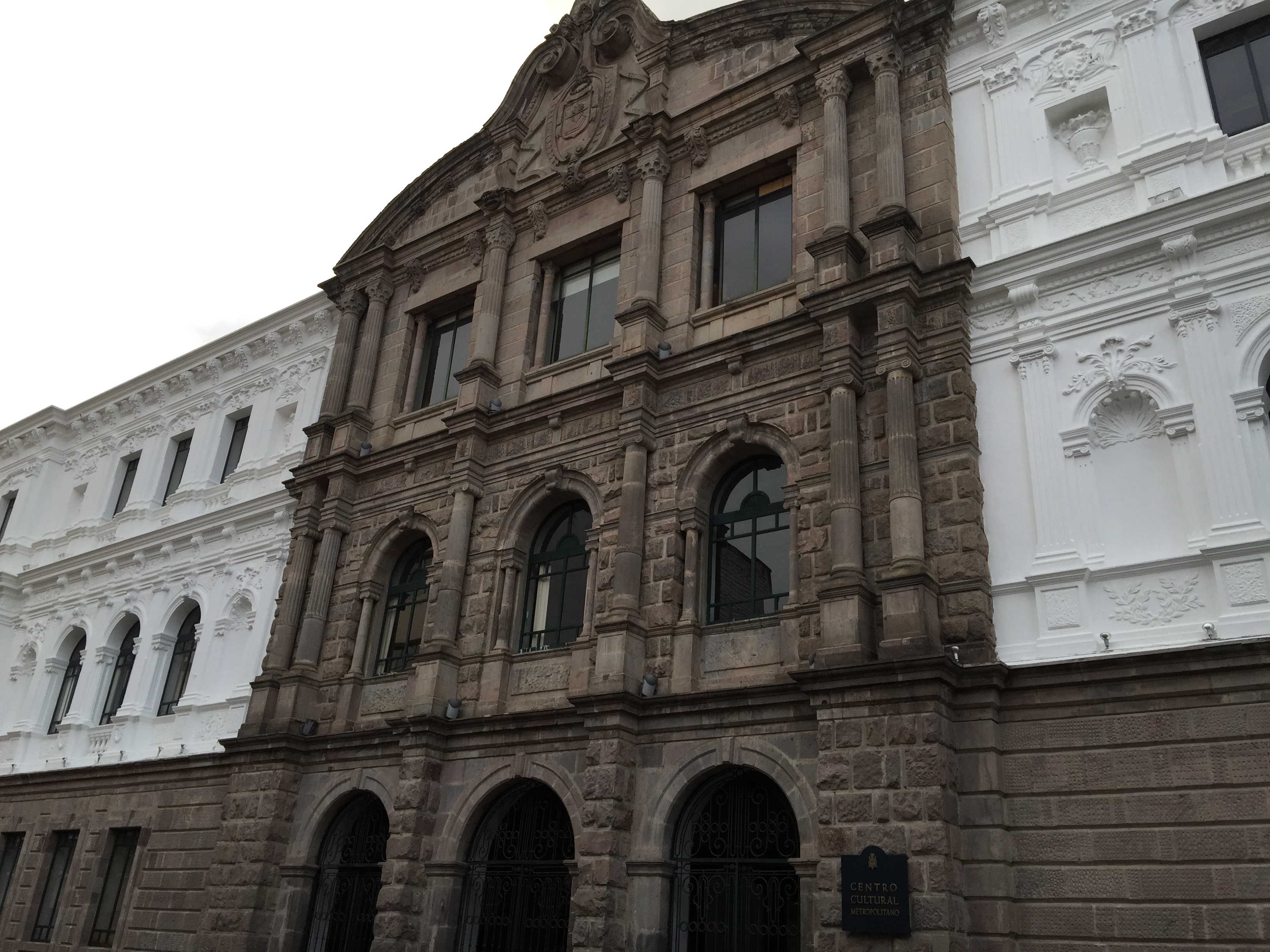
Entre 1869 y 1876 la Escuela Politécnica funcionó en el actual CCM.

El 30 de agosto de 1869, y con el apoyo de la Compañía de Jesús, se fundó la Escuela Politécnica como el primer centro especializado para la formación de ingenieros civiles, arquitectos, maquinistas, ingenieros de minas y profesores de tecnología y ciencias. La Escuela estaba equipada con lo más avanzado en equipos e instrumentos para el momento de su inauguración; las asignaturas eran dictadas por profesorado europeo capacitado en dictar las cátedras científicas.

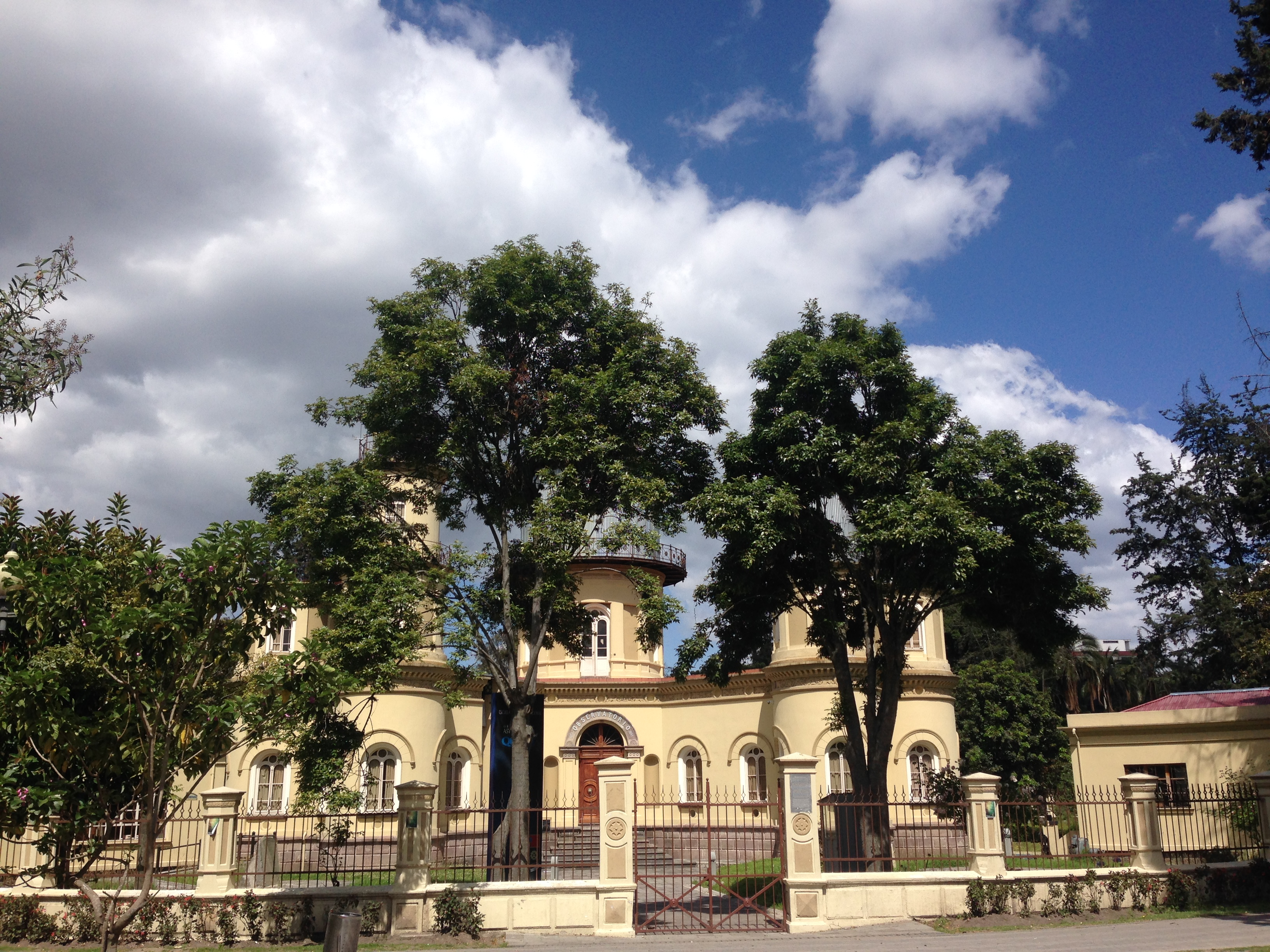
El Observatorio Astronómico de Quito fue estimado como uno de los más avanzados en su época.

En 1872 se inició la construcción del Observatorio Astronómico de Quito, que constituía el primero de su clase en el país y uno de los mejores de su tiempo en Sudamérica, y estaba equipado al mismo nivel que los observatorios más avanzados de Europa. Fue levantado en el centro del parque La Alameda por los jesuitas alemanes Juan B. Menten y Luis Dressel, sobre planos atribuidos a los arquitectos europeos Thomas Reed y Francisco Schmidt. El edificio, que se basó en el Observatorio de la Universidad de Bonn, servía como complemento de la Escuela Politécnica que se había fundado apenas dos años antes. Aunque para 1876 el observatorio ya había entrado en parcial funcionamiento, debido a su continua implementación científica y decoración con elementos importados, fue inaugurado oficialmente en 1892, con motivo de la Exposición Nacional celebrada ese año.
Durante su ejercicio se fundó la Academia de Bellas Artes, en donde se enseñaba escultura, pintura y música. Sus profesores eran de los más destacados y galardonados de Europa. La música, en especial, fue cultivada con algo más de preferencia; por lo que se construyó un establecimiento aparte para esta enseñanza, fundándose así el Conservatorio Nacional de Música.
Se creó una Escuela Normal para indígenas, lo que permitió su acceso a la educación formal por primera vez, financiando su alimentación, vestuario, útiles escolares, entre otras ayudas sociales. Se fundó la Escuela femenina de Obstetricia, con lo cual se incrementó las oportunidades laborales de las mujeres y se redujo la muerte prematura de neonatos.
En lo que respecta a la educación primaria y secundaria, fundó y construyó escuelas y colegios en todo el país.
Restableció el Colegio Militar fundado en la presidencia de Vicente Rocafuerte aumentando las materias: Historia, Lógica, Idiomas y Matemáticas, con el nombre de “Escuela Práctica de Cadetes”, consiguiendo el impulso moral e intelectual de los jóvenes que se dedicaban al arte castrense.

### Política internacional
El gobierno ecuatoriano, al enterarse de la toma de los estados pontificios, presentó su protesta contra Víctor Manuel II, quien había logrado definitivamente desposeer al papa de sus tierras en septiembre de 1870, consiguiendo así la Unificación de Italia. La República del Ecuador fue el único país en el mundo en hacer una protesta oficial. Con este acto consiguió un mayor contacto con el papa Pío IX. Muchas naciones felicitaron a García Moreno por este acto, pero también otras le criticaron.

## Fijación de los símbolos patrios
El 26 de septiembre de 1860 Gabriel García Moreno, mientras ejercía el cargo de primer triunviro en el Gobierno Provisorio, decretó el restablecimiento de la antigua bandera colombiana. Uno de los considerandos fue: "Que la bandera nacional del Ecuador es la gloriosa bandera tricolor, con la cual conquistó su independencia en los campos de batalla."
En su segunda presidencia, el Himno Nacional fue cantado e instrumentado oficialmente el 10 de agosto de 1870 en la Plaza de la Independencia bajo la dirección de su compositor, el músico Antonio Neumane, quien ejercía el cargo de Director del Conservatorio Nacional de Música. El autor de su letra fue el poeta Juan León Mera.

## Relación con la Iglesia católica, educación y religiosidad

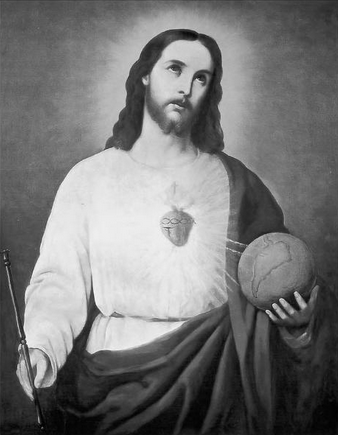
Cuadro del Sagrado Corazón de Jesús, comisionado al pintor Rafael Salas por el presidente García Moreno para la consagración

El proyecto de construcción del Estado del presidente García Moreno buscó articular religión, modernidad y nación. En ese proyecto, la Iglesia tenía por función constituirse en el cimiento de la integración nacional. Para eso, impulsó una reforma institucional profunda para convertir a la Iglesia en un instrumento del Estado, reduciendo su papel social, y concentrándola en lo que él consideraba la misión nacional específica de la Iglesia: la educación de las nuevas generaciones.
Pensó que el clero era igual de indisciplinado que la mayor parte de las instituciones, por lo que procuró su reforma de común acuerdo con la Santa Sede. Entre los cambios que impulsó García Moreno se cuentan la negociación de un concordato con la Santa Sede que posibilitó la organización territorial y administrativa de la Iglesia, la creación de nuevas diócesis y la promoción del trabajo misionero, con la colaboración de numerosas órdenes religiosas europeas. Buscó transformar la nación a través de la educación pública universal, las mejoras de la infraestructura, la inmigración europea y la tecnología, para modernizar a Ecuador con un aporte científico que consideraba de calidad. En 1869, centralizó el sistema educativo entregando su administración a esas órdenes religiosas. Manuel Gálvez señaló el programa de García Moreno como un modelo para el nacionalismo argentino, al demostrar que el catolicismo podía ser fundacional para el renacimiento intelectual y moral de la nación. En su libro Vida de Don Gabriel García Moreno, Gálvez consideró que llevar a Ecuador a los religiosos jesuitas expulsados de Alemania por Otto von Bismarck fue un acto brillante, que logró elevar la calidad educativa de Ecuador a niveles cercanos a los de los países europeos.

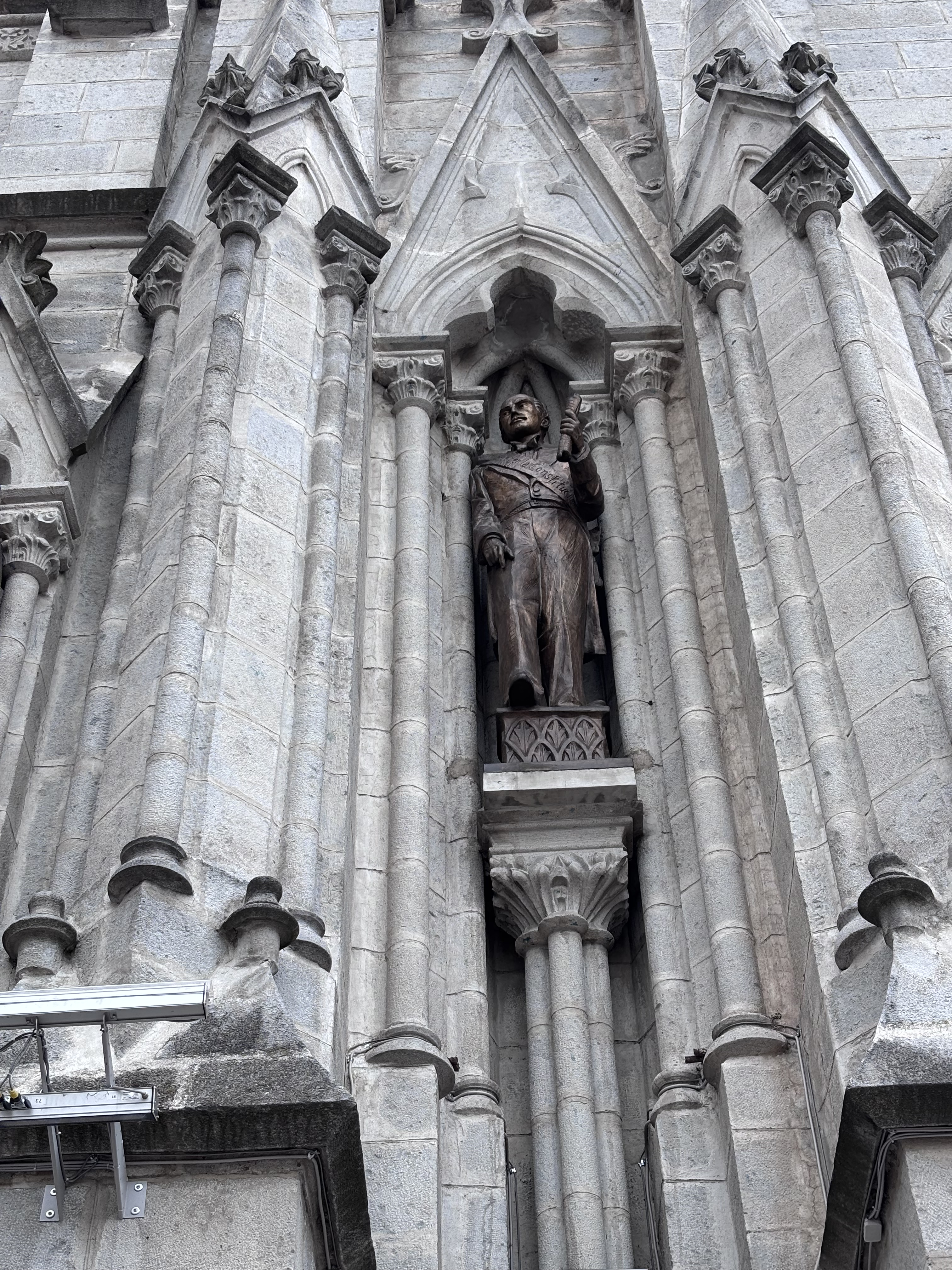
Estatua de Gabriel García Moreno en la fachada de la Basílica del Voto Nacional, Quito.

García Moreno fue defensor de la Compañía de Jesús, a la que confió varias tareas en el área de la educación. Durante un período de exilio para miembros de dicha congregación, asistió a un grupo de jesuitas desplazados a encontrar refugio en Ecuador. Los jesuitas alemanes reformaron la educación superior ecuatoriana, orientándola hacia carreras técnicas. Por su parte, los jesuitas españoles asumieron la educación secundaria. Se promovió la educación indígena, y la educación primaria se volvió obligatoria. Así, el número de niños escolarizados en 1875 triplicó el de 1867.
Durante su gobierno se promovió la renovación de las devociones religiosas tradicionales y se buscó la identificación de símbolos religiosos universales con la Nación. Se declaró patrona nacional a la Virgen de la Merced en 1861, y se consagró oficialmente la Nación como «República del Sagrado Corazón» en 1873.

## Elecciones de 1875
Las elecciones fueron convocadas en 1874 para la sucesión presidencial. Los seguidores de García Moreno insistieron en que buscara su reelección ya que la Constitución de 1869 le permitía un nuevo mandato. El presidente aceptó su candidatura con la condición de no participar en su candidatura y exigiendo ante todo elecciones honestas y libres.
El liberal ecuatoriano Juan Montalvo empezó a criticar en su panfleto La Dictadura Perpetua la candidatura de García Moreno, acusándolo de quererse perpetuar en el poder político.
Las elecciones presidenciales tuvieron lugar del 3 al 5 de mayo de 1875. García Moreno es reelegido con el 99.1% de la votación, que representa 22.529 votos de 22.734.

## Otros cargos públicos
Fue nombrado Gobernador Interino del Guayas por el presidente Vicente Ramón Roca con el objetivo de que pacificara Guayaquil, debido a que una revolución floreana había alterado el orden.
En diciembre de 1856 fue elegido Alcalde de la ciudad de Quito, cargo que ejerció entre el 1 de enero y 31 de diciembre de 1857.
Ejerciendo su cargo de senador de la República por Pichincha en el Congreso de 1857, se mostró a favor por la abolición del tributo de los indios.
Como rector de la Universidad de Quito (actualmente lleva el nombre de Universidad Central del Ecuador), abrió diferentes facultades, ya que solo existían la de medicina y la de derecho. Incluso fue profesor de química.
En la noche del 15 al 16 de agosto de 1868 se produjo un terrible terremoto en la provincia de Imbabura dando como consecuencia la destrucción de las ciudades de Ibarra, Otavalo y Cotacachi. El 22 de agosto de 1868 el presidente Juan Javier Espinosa nombró a García Moreno Jefe Civil y Militar de la provincia de Imbabura para que este construyera un plan de auxilio inmediato para la provincia. Atendió las necesidades más apremiantes (alimentación, salud, salubridad y vivienda) y posteriormente procedió a liderar la reconstrucción de las ciudades.

## El asesinato

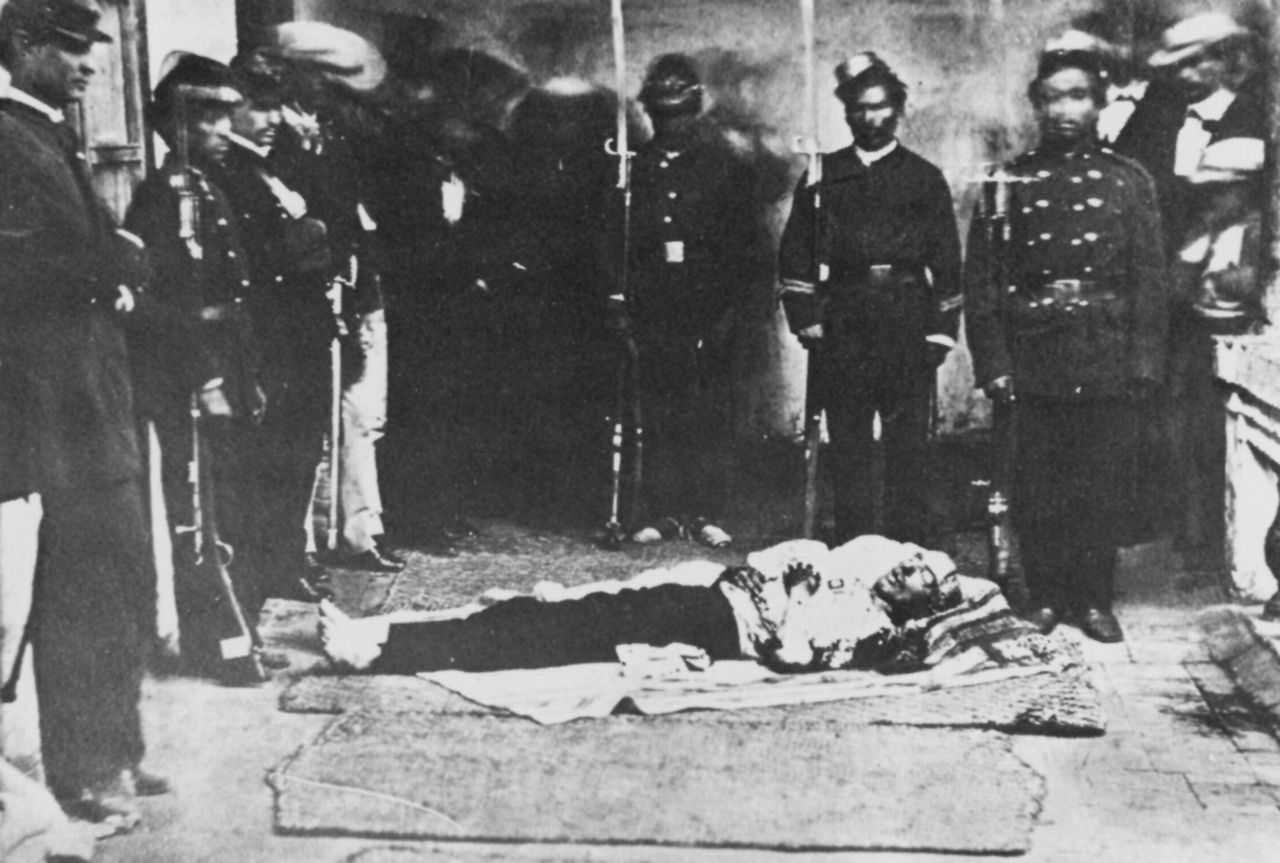
Cuerpo del presidente García Moreno, con sus ropas cubiertas en sangre después del atentado en su contra en 1875.

El 6 de agosto de 1875, cuando Gabriel García Moreno ingresaba al Palacio de Carondelet (Palacio de Gobierno), un grupo de opositores ocultos entre las columnas del edificio procedió a atacarlo a tiros y machetazos en una emboscada. El grupo estaba conformado por el colombiano Faustino Lemus Rayo (exmilitar que había servido al gobierno garciano) el cual lo atacó con un machete, Roberto Andrade, Manuel Cornejo, Abelardo Moncayo y Manuel Polanco. Estos últimos arremetieron a quemarropa con sus revólveres al presidente.
Su edecán, el comandante Manuel Pallares, no pudo evitar el atentado ya que se encontraba desarmado, siendo él también víctima de algunos ataques. Algunos historiadores, como Wilfrido Loor, aseveran que a pesar de tener un revólver en su bolsillo, García Moreno no hizo nada debido a su fe religiosa.

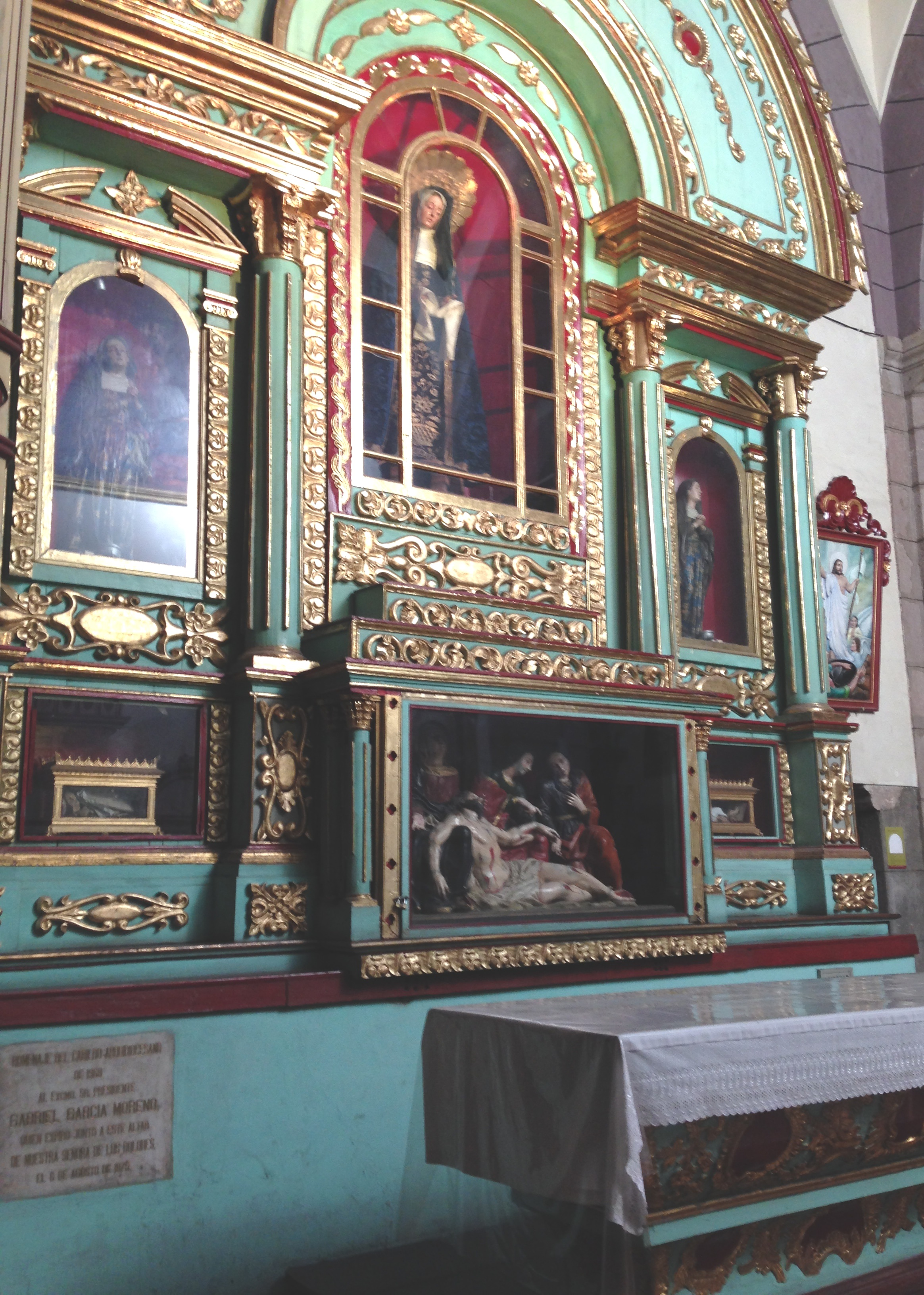
Altar de Nuestra Señora de los Dolores en donde expiró el presidente Gabriel García Moreno. Catedral Metropolitana de Quito.

Falleció tiempo después al pie del Altar de Nuestra Señora de los Dolores de la vecina Catedral Metropolitana. Bajo dicho altar consta la placa que dice: "Homenaje del Cabildo Arquidiocesano de 1968 al Excmo. Sr. Presidente GABRIEL GARCÍA MORENO, quien expiró junto a este Altar de Nuestra Señora de los Dolores el 6 de agosto de 1875."
Una placa de piedra recuerda el lugar del crimen con la siguiente leyenda: "Dios no muere. Aquí cayó asesinado el presidente de la República, Dr. Gabriel García Moreno, el 6 de agosto de 1875". Llevaba en la mano un legajo de papeles y éstos quedaron ensangrentados tras el ataque. Los asesinos gritaban "¡muere tirano!", "¡muere jesuita!". García Moreno contestó "¡Dios no muere!".
Faustino Lemus Rayo intentó escapar por la Plaza de la Independencia, pero cuatro soldados del cercano cuartel del Batallón Número 1, que se encontraba en los edificios que albergan al Centro Cultural Metropolitano de Quito en la actualidad, le dieron alcance y le hirieron con espadas. Lo arrestaron y lo conducían al cuartel cuando un cabo de raza negra, llamado Manuel López, le disparó con su fusil y lo mató.
Así lo relató un testigo presencial:

"Mariano Carrión, Sargento del batallón No. 1º. -refiere ... que Rayo enderezó para la pila (fuente de agua que estaba en el centro de la Plaza) a donde le siguieron el testigo, el sargento Rodríguez y el Teniente Buitrón, quien daba la orden de matarlo, por lo que el exponente le flechó el espadil, y a pocos pasos de pasada la pila, ambos sargentos le flecharon nuevamente los espadiles, y cayó en tierra el asesino Rayo; que después que le condujeron con dirección al cuartel, y casi en media plaza, les encontró el Capitán Barragán, quien tomó del brazo a Rayo, y lo llevó para la esquina de la botica (esquina de la plaza y la calle del cuartel, actuales calles García Moreno y Espejo), pasada ésta se presentó el cabo Manuel López y diciendo: "Abranse", le disparó un tiro de rifle con el que cayó el expresado Rayo".

El general Francisco Javier Salazar, ministro de Guerra de García Moreno, declaró sobre el día del crimen:

"Hallábame en el local del ministerio de guerra, tranquilamente ocupado de la redacción de uno de los proyectos que debía presentar al Congreso, cuando se oyó confusamente un tiro como por la plaza, al que siguieron a pocos momentos y en rápida sucesión otros y otros, que causaron cierto murmullo alarmante en la calle del cuartel. Sobresaltado con esto, dejo mi asiento, tomo mi bastón de estoque, única arma que tengo a la mano, salgo a la calle mencionada, oigo alboroto en la plaza, corro hacia ella, y apenas he dado unos doce pasos, resuenan las voces de "murió el presidente, mataron al Sr. García". Al instante se me ocurre la idea de que ese asesinato no podía ser sino el preliminar de un ataque al cuartel, o de una revolución de las tropas. Vuelvo, por lo mismo, sobre mis pasos, y voy a situarme en el punto probable de peligro: encuentro en la prevención soldados que tratan de salir en tropel armados de sus rifles; les ordeno que regresen al patio; y mando a los capitanes se pongan a la cabeza de sus compañías, y que los formen en batalla. Hecho esto con la rapidez del relámpago, anuncio a la tropa el feroz atentado que se acaba de cometer, y le exhorto a sostener con lealtad el orden constitucional y al representante de la República. Para probar el espíritu de los soldados, concluyo mi corta proclama con la voz de: Viva el Gobierno! El batallón repite estas palabras con entusiasmo. No vacilo entonces en mandar despejar hasta una cuadra en contorno los grupos de gente que se acercaban; éstos obedecen al instante y se retiran"

En uno de los informes del proceso abierto tras el asesinato, David Grijalva señala como una de los testigos a la señora Francisca de Chiriboga y Valdivieso, esposa de José de Villacís que vivía en la casa de la esquina de las Conceptas, y que desde su balcón lanzaba gritos de espanto y terror mientras atacaban al mandatario.

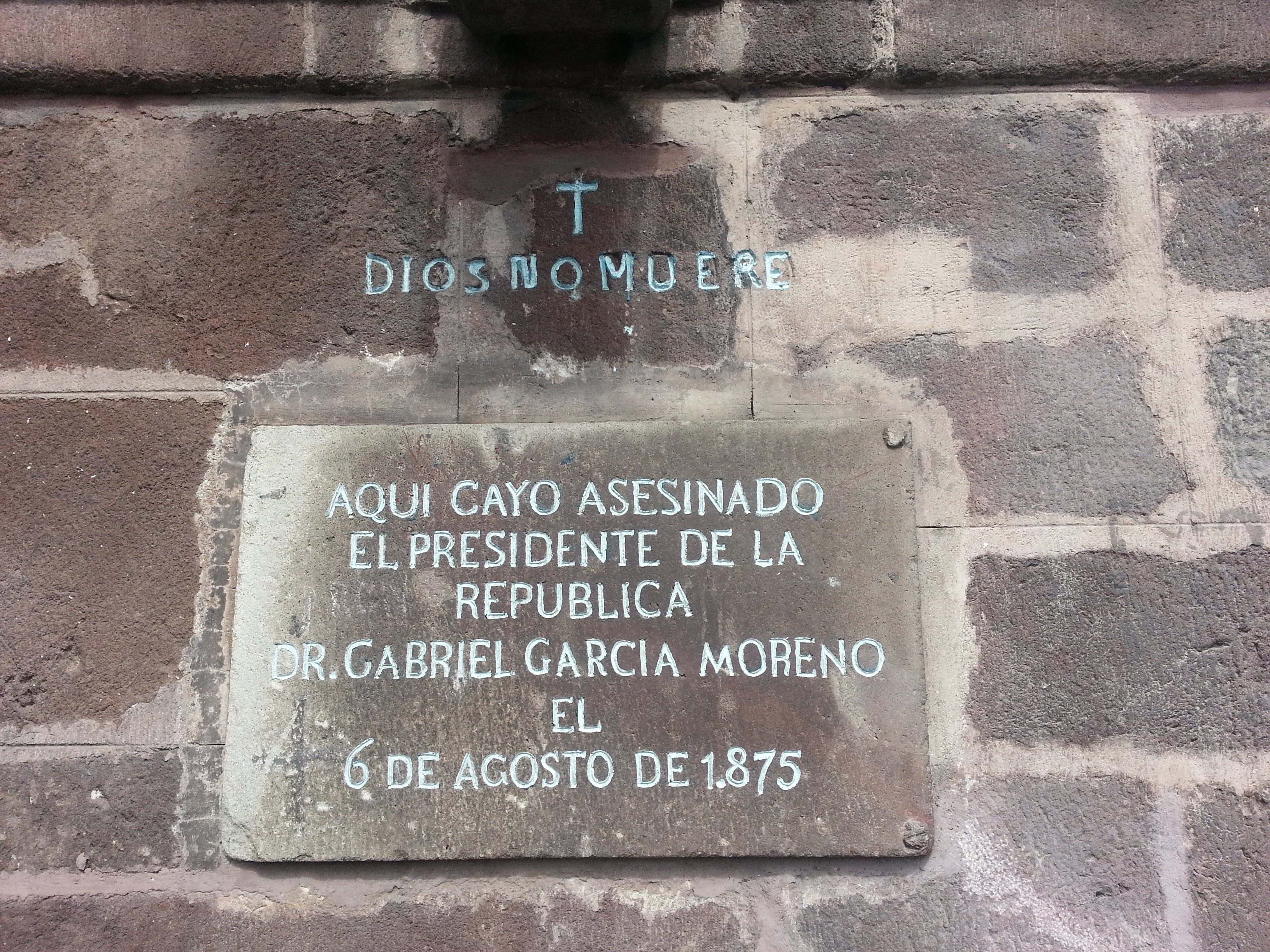
Placa en piedra que marca el lugar donde cayó el presidente García Moreno

### Cronología del 6 de agosto de 1875
- El presidente Gabriel García Moreno salió de su casa con dirección a la iglesia de Santo Domingo en donde comulgó.
- Regresa a su aposento para culminar su Mensaje al Congreso.
- Desde su hogar parte hacia la casa de su suegra.
- Después de aquella visita, ingresa a la Catedral para orar.
- Sale de la iglesia y toma rumbo hacia el Palacio de Gobierno.
- Sube por las escalinatas sur del Palacio y una vez en el atrio, Faustino Rayo se lanza y le propina machetazos.
- Otros conjurados sacan sus revólveres y a quemarropa disparan al presidente.
- Aprovechando Rayo que García Moreno se está apoyando en un pilar del atrio, lo empuja, y este cae hacia la Plaza.
- Vuelven los asesinos sobre García Moreno que yace en el piso, y le siguen propinando ataques de bala y de machete. En esta escena es cuando Gabriel García Moreno pronuncia la frase "Dios no muere".
- Sale una tropa del cuartel cercano y se disponen a agarrar a los criminales.
- Rayo es atrapado en la pileta de la Plaza y posteriormente es fusilado.
- Los demás cómplices logran escapar.
- García Moreno, que aún vivía, es trasladado a la Catedral, recostado luego en el Altar de Nuestra Señora de Dolores y perdona a sus asesinos.
- Finalmente fallece el Dr. Gabriel García Moreno.[160]

### Móviles del asesinato

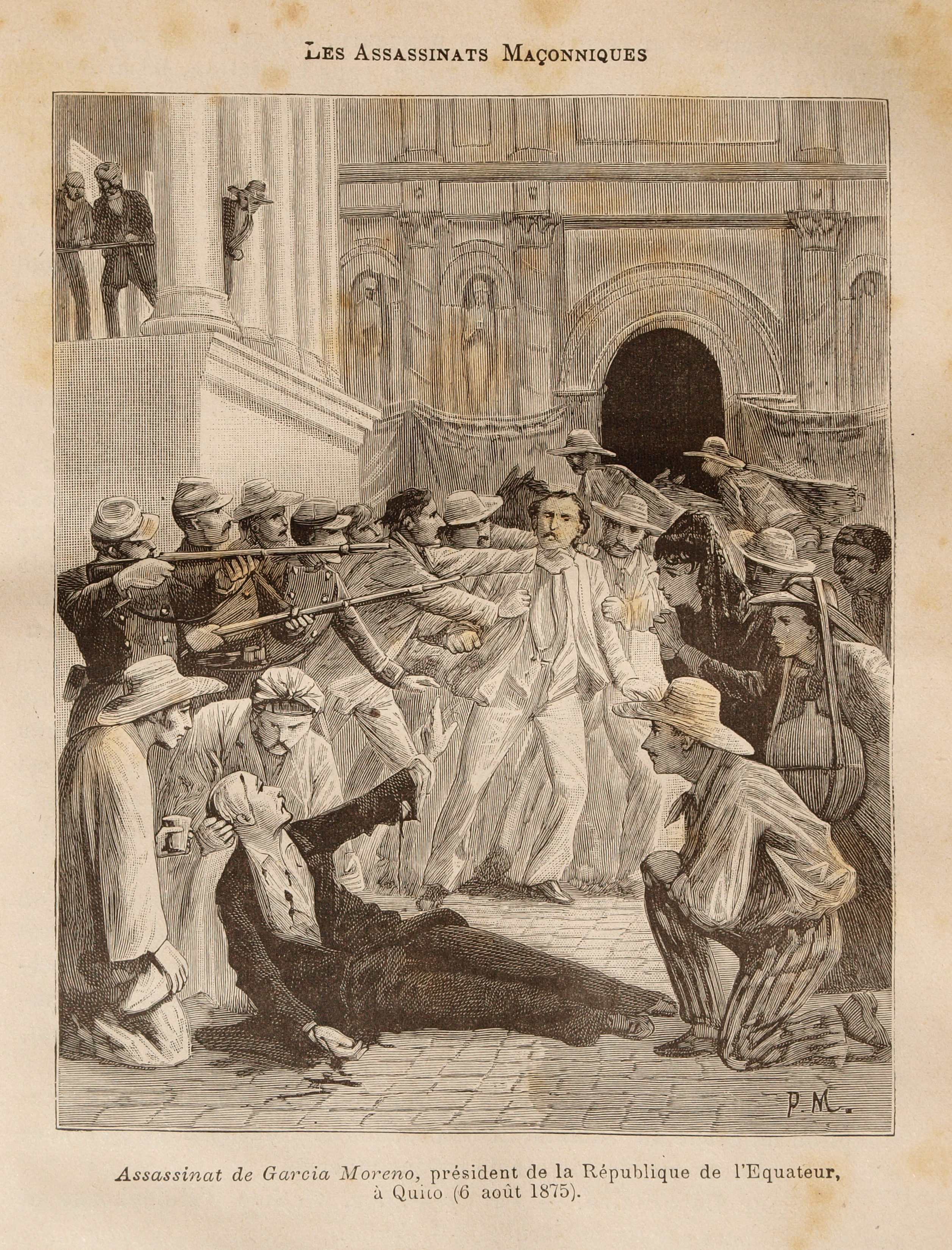
El asesinato de Gabriel García Moreno, con dibujo de Pierre Méjanel y grabado por François Pannemaker. Este trabajo ilustró la sección sobre «asesinatos masónicos» de la obra Les Mystères de la Franc-Maçonnerie (París, 1886) de Léo Taxil, escritor francés de tendencia anticlerical y antimasónica.

Los historiadores Wilfrido Loor y Manuel Polit Laso, entre otros, señalan que García Moreno fue asesinado por incitación de la masonería extranjera, debido a que era el único gobernante que profesaba el catolicismo de tal manera que había prohibido las instituciones masónicas en territorio ecuatoriano. El cuñado de García Moreno también señaló en carta de 1883 que el presidente había muerto debido a la masonería europea que decretó su asesinato y lo concretó a través de los masones del Perú, Chile y Ecuador. A diferencia de Perú, donde el anarquismo, el socialismo y el radicalismo moderno aparecieron juntamente con la presencia política activa de la masonería, la instauración de la masonería en Ecuador fue un proceso mucho más lento y complejo: hasta 1878 solo se habían creado tres logias en Ecuador (dos en Guayaquil, en 1812 y 1843, y una en Quito en 1809), y ninguna durante el gobierno de García Moreno, en tanto que más tarde, durante la revolución liberal (1895-1912), se crearían 17 logias. El 26 de septiembre de 1862, se firmó en Roma un concordato entre Ecuador y la Santa Sede que ratificó García Moreno en Quito el 17 de abril de 1863. Ese concordato no solo aseguraba en Ecuador el ejercicio exclusivo de la religión católica, sino que impedía la mera existencia de sociedades secretas y sectas cuyas doctrinas fueran reprobadas por la Iglesia, incluyendo la masonería. En 1869 García Moreno promulgó un decreto para que todo aquel denunciado como masón fuera llevado ante un consejo de guerra, con lo cual se convertía en enemigo de la masonería. Gomezjurado, Berthe y Loor sugirieron la existencia de correspondencia entre la masonería europea y la peruana cuyos miembros tenían constante comunicación con los enemigos de García Moreno, siendo algunos de estos también masones.
La propia correspondencia de García Moreno registra los supuestos planes de logias masónicas de acabar con su vida, en carta a uno de sus amigos manifiesta lo siguiente:

Han escrito de Alemania a un Padre Redentorista que las logias de allá han ordenado a las de América hagan todo lo posible para derribar al Gobierno del Ecuador. Pudiera ser que el gran Maestre Bismarck tuviera parte en esto; pero Dios nos protege, y confiando en Él a nadie temo, a pesar de que nada somos, nada valemos, y de que nuestras fuerzas son iguales a cero, comparadas con las de aquel coloso de pies de barro.

Una vez que fue reelegido para una tercera presidencia escribió la siguiente misiva al papa Pío IX:

Ahora que las logias de los países vecinos, instigadas por las de Alemania, vomitan contra mí toda especie de injurias atroces y de calumnias horribles, procurando sigilosamente los medios de asesinarme, necesito más que nunca de la protección Divina para vivir y morir en defensa de nuestra Religión santa, y de esta pequeña República, que Dios ha querido que siga yo gobernando.

Rodolfo Pérez Pimentel asegura que fue el doctor Manuel Polanco quien puso en marcha la conspiración para matar al presidente y que el móvil del crimen fue poner en marcha un Golpe de Estado con objetivos políticos liberales.
De los conjurados, dos fueron fusilados por su crimen: Manuel Cornejo y el mayor Gregorio Campuzano el 11 de agosto. Por su parte el doctor Manuel Polanco fue puesto en prisión mientras que Abelardo Moncayo junto con Roberto Andrade lograron fugarse y esconderse.
No obstante, no pocos de sus enemigos llegaron posteriormente a desear que tal asesinato no se hubiese concretado. El mismo Juan Montalvo, adversario del presidente, lo afirma al decir en su obra el "Regenerador": A muchos enemigos de García Moreno he oído suspirar por García Moreno.

### Teoría sobre posible filiación masónica de Rayo
Existe la teoría de la filiación masónica de Faustino Rayo. Esta no se ha podido comprobar, por lo cual no se ha logrado asegurar que perteneció a alguna logia masónica, aunque sí es comprobado que fue pagado por Luis Felipe Bueno y José María Estrada con aguardiente y una alta suma de dinero.

## Entierro

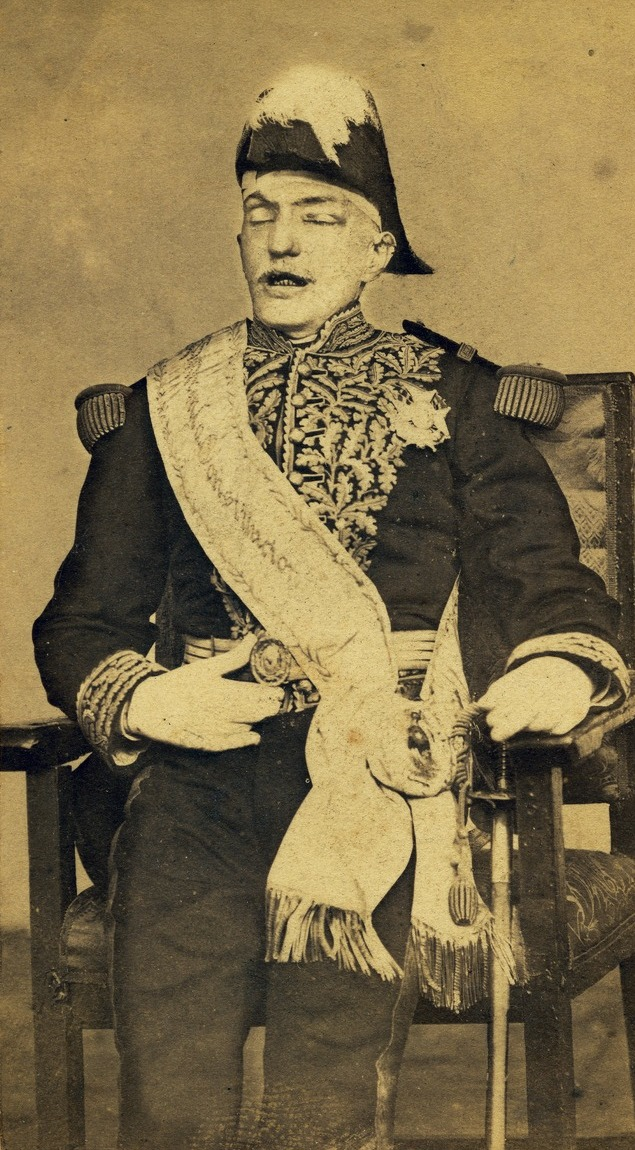
Cuerpo embalsamado del presidente García Moreno.

Al día siguiente de su muerte, el 7 de agosto, el cadáver embalsamado del presidente Gabriel García Moreno; vestido con su uniforme de General en Jefe del Ejército, luciendo la banda presidencial en el pecho y un sombrero en la cabeza; fue expuesto en la Catedral Metropolitana de Quito. El 9 de agosto, en la misma iglesia, se celebraron las exequias en su honor y por la noche se realizó su entierro.
Durante décadas se creyó que algunos canónigos y autoridades eclesiásticas escondieron el cadáver de García Moreno durante la revolución liberal de Eloy Alfaro dada en el año de 1895, debido al temor de que la tumba sea profanada y así escapase de los estragos causados por los montoneros alfaristas en iglesias, conventos, y demás instituciones relacionadas con el clero. Posteriormente en 1975 se supo que el cuerpo fue exhumado de la Catedral en 1883 y trasladado a la iglesia de Santa Catalina debido a las refacciones del templo. El cuerpo permaneció escondido en dicha iglesia por largos años sin que se conociera su paradero. Su corazón fue conservado en una urna, encontrada un siglo después en el monasterio de las madres de El Buen Pastor.

### Descubrimiento de sus restos

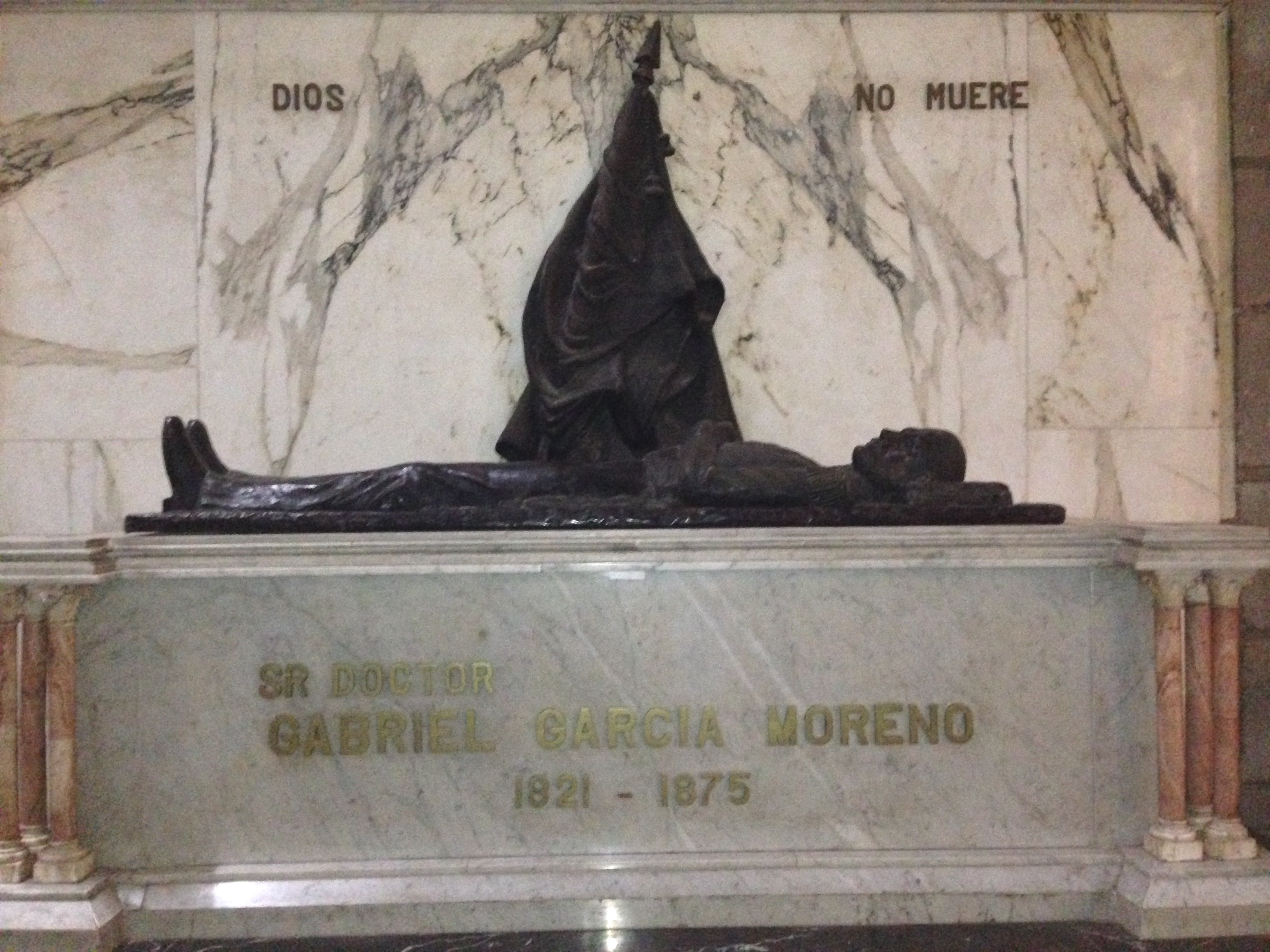
Cenotafio de Gabriel García Moreno.

La búsqueda fue impulsada por varios historiadores, clérigos, políticos y medios de comunicación como Gomezjurado, Julio Tobar Donoso, Juan Larrea Holguín, Francisco Salazar Alvarado y la Revista Vistazo. Todo con el objetivo de conmemorar de la mejor manera el centenario de su muerte. Finalmente el 16 de abril de 1975 se encontraron los restos mortales de Gabriel García Moreno en la Iglesia de Santa Catalina junto con documentos auténticos de la época que certificaban que estos pertenecían al presidente.

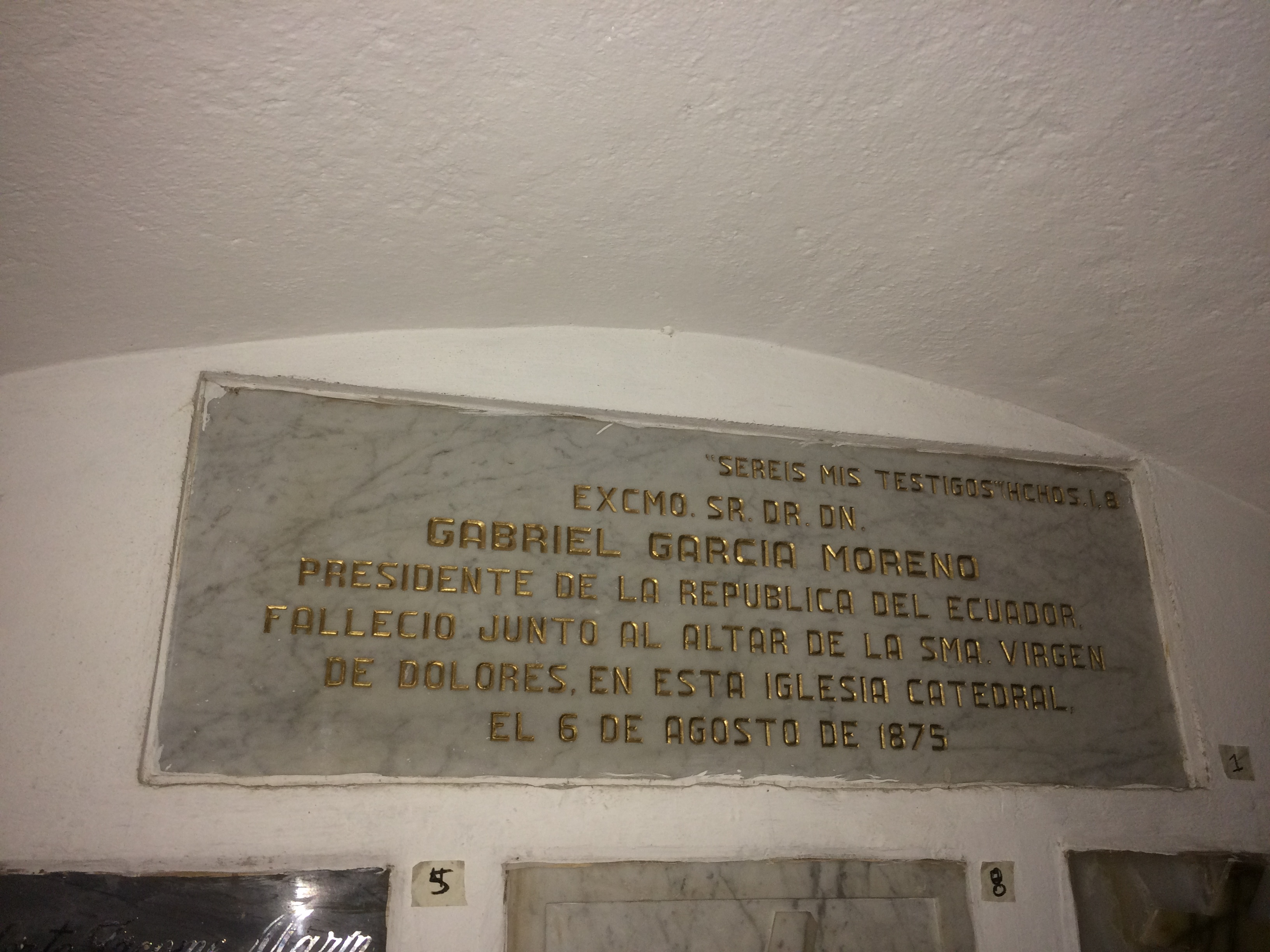
Tumba de Gabriel García Moreno.

El día 6 de agosto de 1975, el ataúd fue trasladado, por la Sociedad Ecuatoriana en Defensa de la Tradición, Familia y Propiedad, en medio de honores militares y civiles hacia la Catedral Metropolitana de Quito en donde permanecen hasta la actualidad. Su cenotafio de se encuentra junto al mausoleo del primer presidente del Ecuador, el general Juan José Flores.Una lápida marca el sitio donde se guardan sus restos mortales, en las criptas de la misma catedral.

#### Corazón Incorrupto
En los restos de Gabriel García Moreno, junto a los del V arzobispo de Quito, José Ignacio Checa y Barba, se habría presentado el fenómeno místico de la Incorruptibilidad cadavérica en sus corazones (es decir, que el corazón no habría mostrado rasgos significativos de descomposición orgánica), según la autopsia realizada por el doctor francés, Esteban Gayraud, junto a sus asistentes ecuatorianos, Miguel Egas y Rafael Rodríguez Maldonado. El corazón de Gabriel García Moreno habría sido diseccionado el 6 de agosto de 1875, y depositado en una redoma de cristal. Posteriormente fue entregado a Ana Línklenter del Alcazar (esposa de Ignacio del Alcazar, cuñado de García Moreno), cuya familia lo dono en secreto a las monjas del Convento del Buen Pastor (quienes eran muy apreciadas por el difunto presidente). A mediados de 1912, durante una refacción del Convento del Buen Pastor, se encontrarían otra vez los corazones de ambos personajes, y la madre superiora de aquellos años avisaría al arzobispo de la época, monseñor Federico González, quien dio la orden para esconder nuevamente los corazones, dejando documentos firmados que dan constancia de la existencia real de estos corazones. Finalmente, el 8 de abril de 1975, se encontrarían sus corazones que habían estado ocultos en las columnas de la Capilla del Buen Pastor, resguardados dentro de un espacio hueco que había en las columnas y almacenados en una caja de madera completamente sellada, con cartas de mons. Federico González para verificar su autenticidad. Se determinó que presentaban signos de estar incorruptos porque los reactivos colocados para conservar tales órganos no tenían capacidad de preservarlos tanto tiempo (aproximadamente un siglo), además que nunca habrían sido cambiados esos líquidos. Posteriormente, el cardenal Pablo Muñoz, arzobispo de Quito, decretó una resolución (el día 18 de abril de 1975) que ordenaba que ambos corazones fuesen trasladados a la Basílica del Voto Nacional. Así, quedarían bajo custodia de los padres oblatos fundados por  Julio María Matovelle, al costado del cuadro original del Sagrado Corazón de Jesús usado para que Ecuador reciba la Consagración al Sagrado Corazón de Jesús.

## Homenajes y reconocimientos póstumos

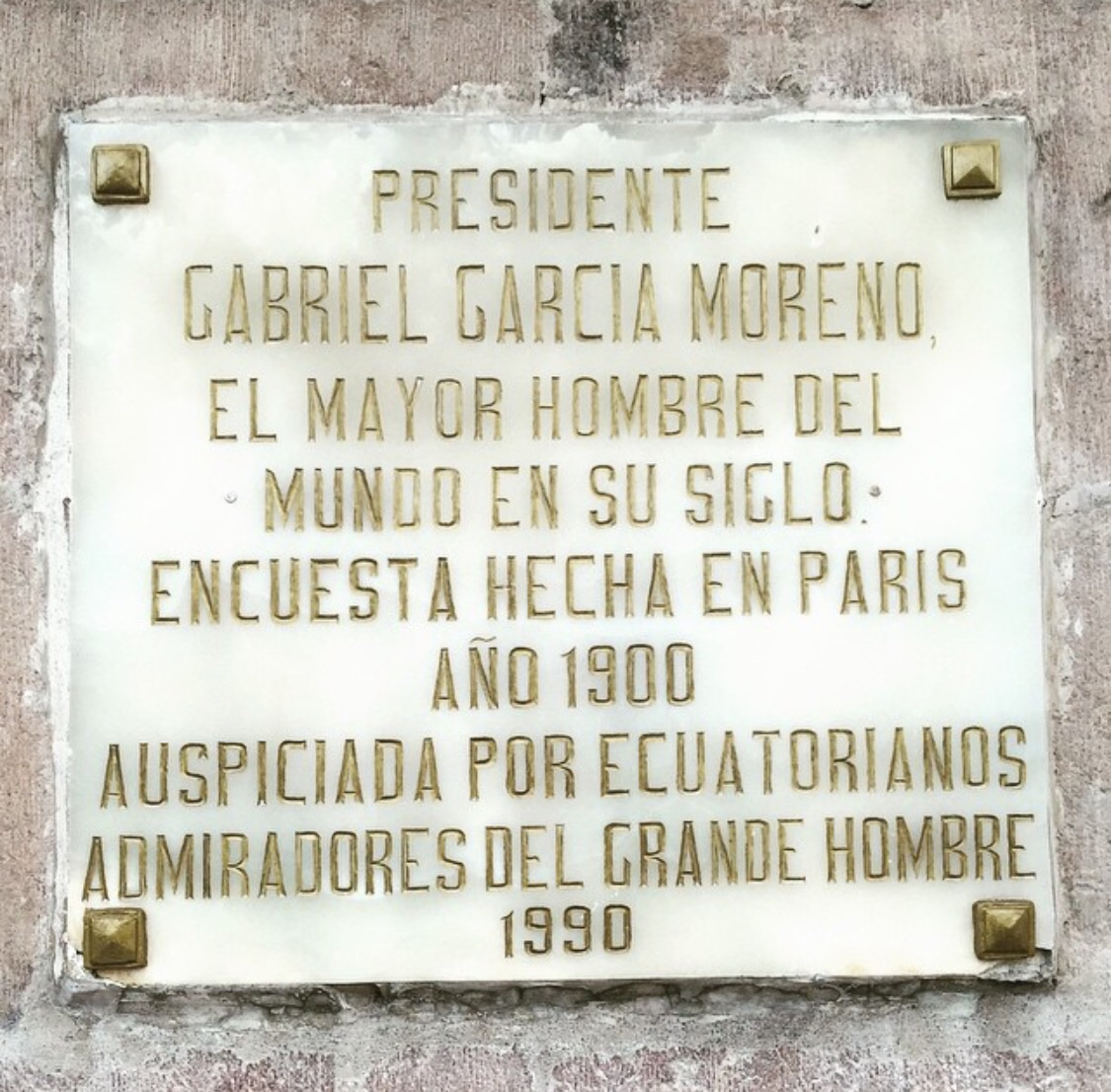
Placa conmemorativa en la que se recuerda la encuesta realizada en París por la publicación Le Figaro, en la que García Moreno fue escogido como la persona más influyente del siglo.

El 30 de agosto de 1875, el Senado y la Cámara de Diputados del Ecuador le confirieron el título de «ilustre regenerador de la patria y mártir de la civilización católica».
El 6 de agosto de 1876, el papa Pío IX erigió un monumento a su memoria en el Pontificio Colegio Pio Latino Americano en Roma, donde se lo describe como "Integérrimo guardián de la religión."
Sus dos grandes obras, el Ferrocarril de Yaguachi y la Carretera Nacional fueron renombradas respectivamente como Ferrocarril Gabriel García Moreno y Carretera Gabriel García Moreno.
En una encuesta hecha en París en el año 1900, por la publicación "Le Figaró", se lo eligió como el mayor hombre del siglo XIX, superando a otros nombres en la encuesta como de Napoleón y Simón Bolívar.
El presidente ecuatoriano Eloy Alfaro ordenó la emisión de una serie especial de sellos postales para recuerdo y festejo de la llegada de la primera locomotora del Ferrocarril Transandino a Quito, acontecimiento dado el 25 de junio de 1908. Alfaro quiso rendir homenaje a Gabriel García Moreno grabando su imagen en la estampilla de 2 centavos por ser él quien inició la construcción del ferrocarril.

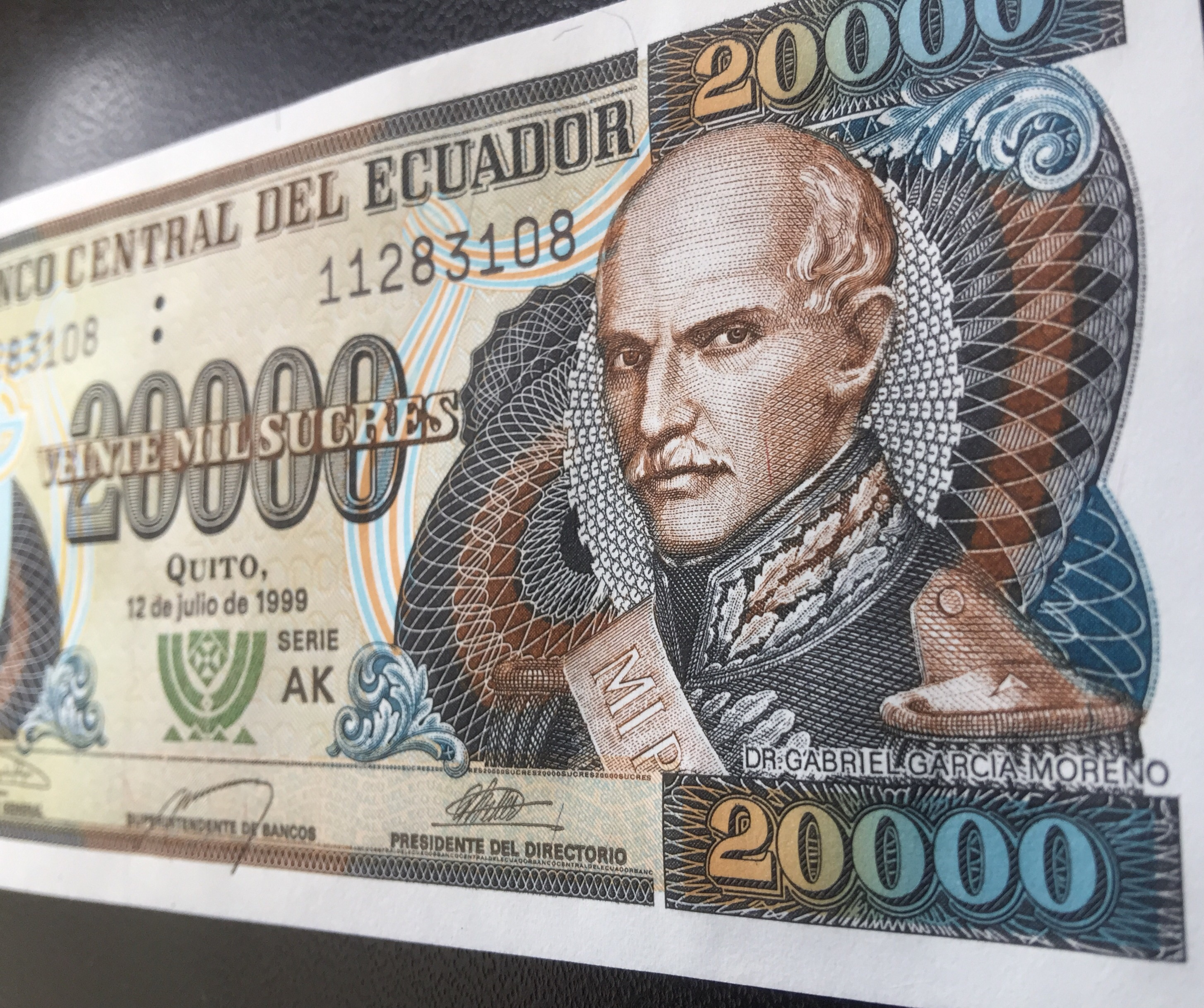
Billete de 20 000 sucres con imagen del presidente Gabriel García Moreno.

En 1939 la Iglesia católica en Ecuador abrió la causa de beatificación de García Moreno, con el fin de que sea elevado a los altares y así pueda ser honrado y glorificado como santo o mártir de la fe, más hasta la actualidad ningún resultado se ha obtenido del mismo.
En el centro histórico de Quito, la calle que circula frente al Palacio de Carondelet, sobre la cual cayó su cuerpo en el atentado que terminó con su vida, lleva el nombre de García Moreno. Gran cantidad de calles en varias ciudades del Ecuador como Sangolquí, Ibarra, Cuenca, Guayaquil y Latacunga llevan su nombre.
En la Plaza de la Victoria, de la ciudad de Guayaquil, se levantó un monumento en su honor para la conmemoración y celebración de la Batalla de Guayaquil, que tuvo lugar en 1860. La estatua fue construida en 1968 y fue elaborada por el escultor lojano Daniel Palacio.

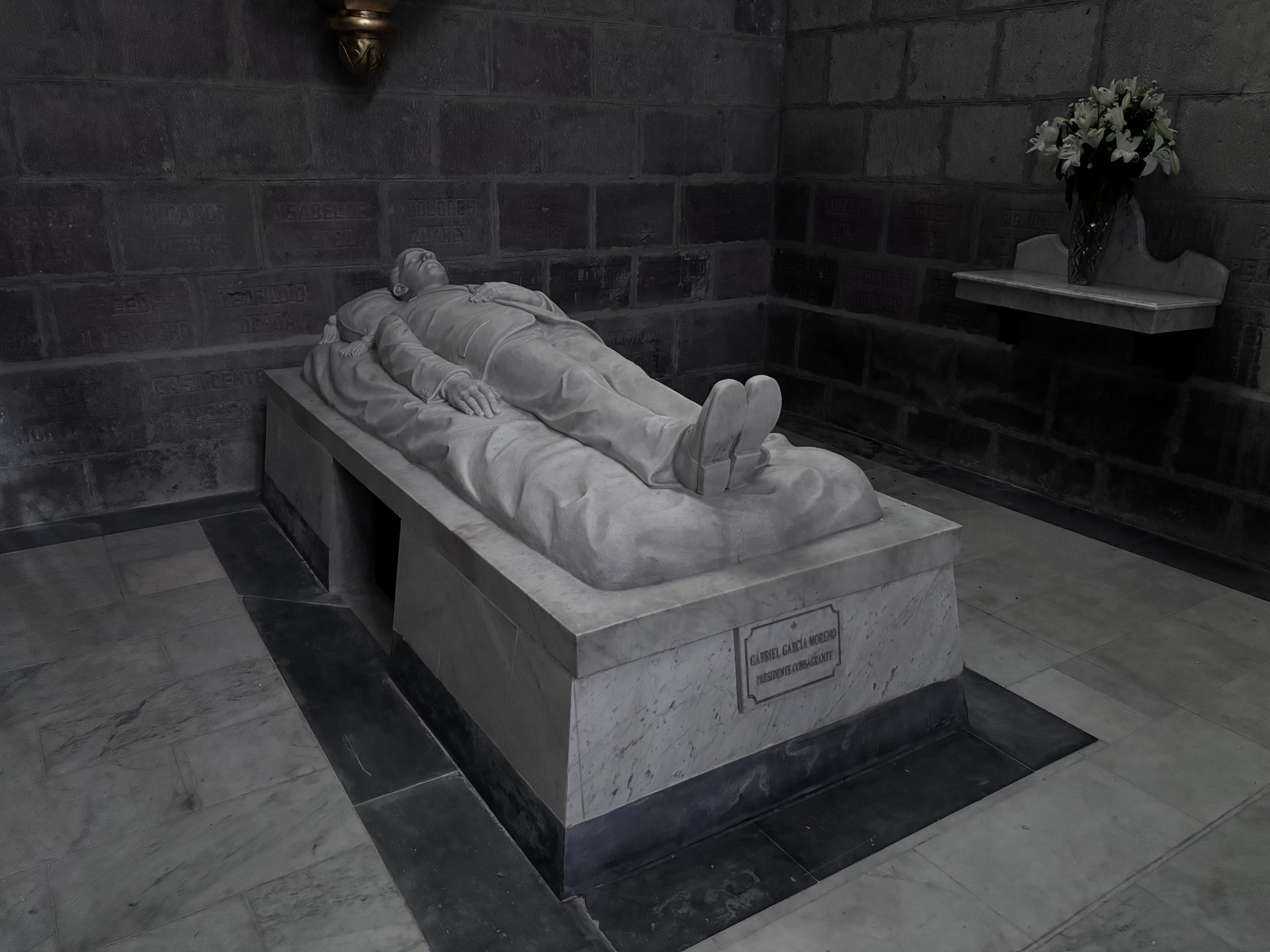
Monumento a García Moreno en la Basílica del Voto Nacional, Quito.

La Iglesia católica, tanto de América como Europa, le ha rendido varios homenajes e inclusive los mismos papas se han pronunciado para honrar su memoria.
La orden monacal femenina de Nuestra Señora de la Caridad del Buen Pastor son las encargadas de elaborar la banda presidencial del Ecuador. Para la banda presidencial entregada al presidente Rafael Correa en su posesión en el año 2009, las religiosas bordaron el Escudo de Armas nacional en donde colocaron un pedazo de una camisa que Gabriel García Moreno solía usar debajo del bordaje. Esto se realizó por conmemorar la selección de los símbolos nacionales del Ecuador que se realizó durante el mandato de García Moreno.
Durante el gobierno del arquitecto Sixto Durán Ballén se puso en circulación un nuevo billete con la denominación de 20.000 sucres en el que se hizo constar la imagen del Dr. Gabriel García Moreno. El sucre ecuatoriano fue la moneda oficial del Ecuador que circuló hasta el año 2000, cuando fue reemplazado por el dólar estadounidense.

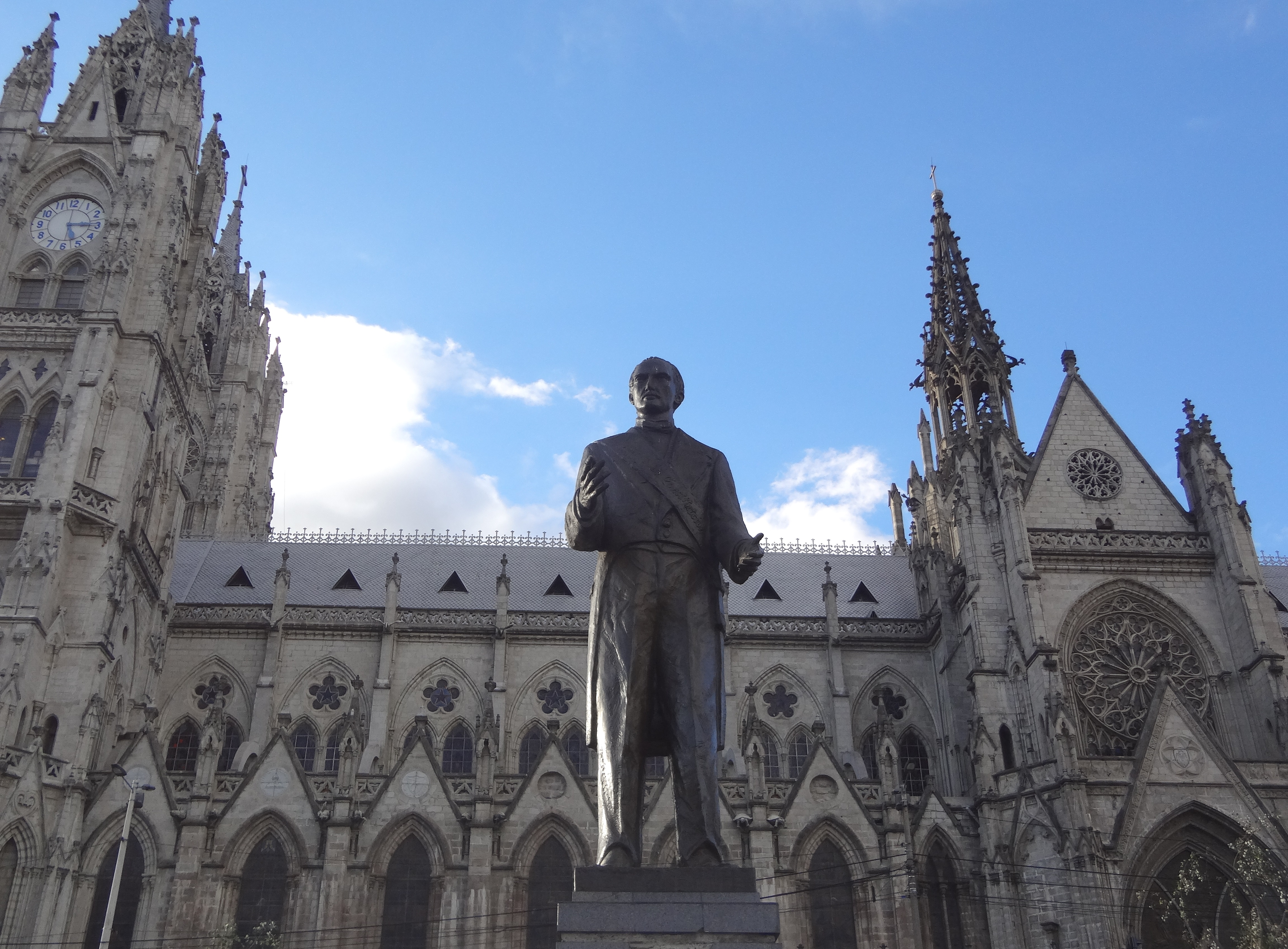
Estatua de García Moreno en la plaza que lleva su nombre. Frente al lado oeste de la Basílica del Voto Nacional.

En Quito se levantó un monumento de bronce de cuerpo entero en la Plaza García Moreno, que se encuentra frente a la Basílica del Voto Nacional, construida con ocasión de la consagración del Ecuador al Sagrado Corazón de Jesús, que tuvo lugar durante su segunda presidencia.
En la Basílica del Voto Nacional en la ciudad de Quito, en la nave izquierda, se conserva el fémur de García Moreno en un mausoleo en su honor.
Varias estatuas y bustos se han construido en muchas otras ciudades del Ecuador, plazas y entidades nacionales llevan su nombre, como en Guayaquil, donde su imagen se levanta en el Parque de La Victoria, en donde se desarrolló la batalla de Guayaquil, el 24 de septiembre de 1860.

## Condecoraciones
- Condecoración Pontificia de la Orden Piana en grado de caballero[202]

## Consecuencias en el mundo de la literatura y el cine

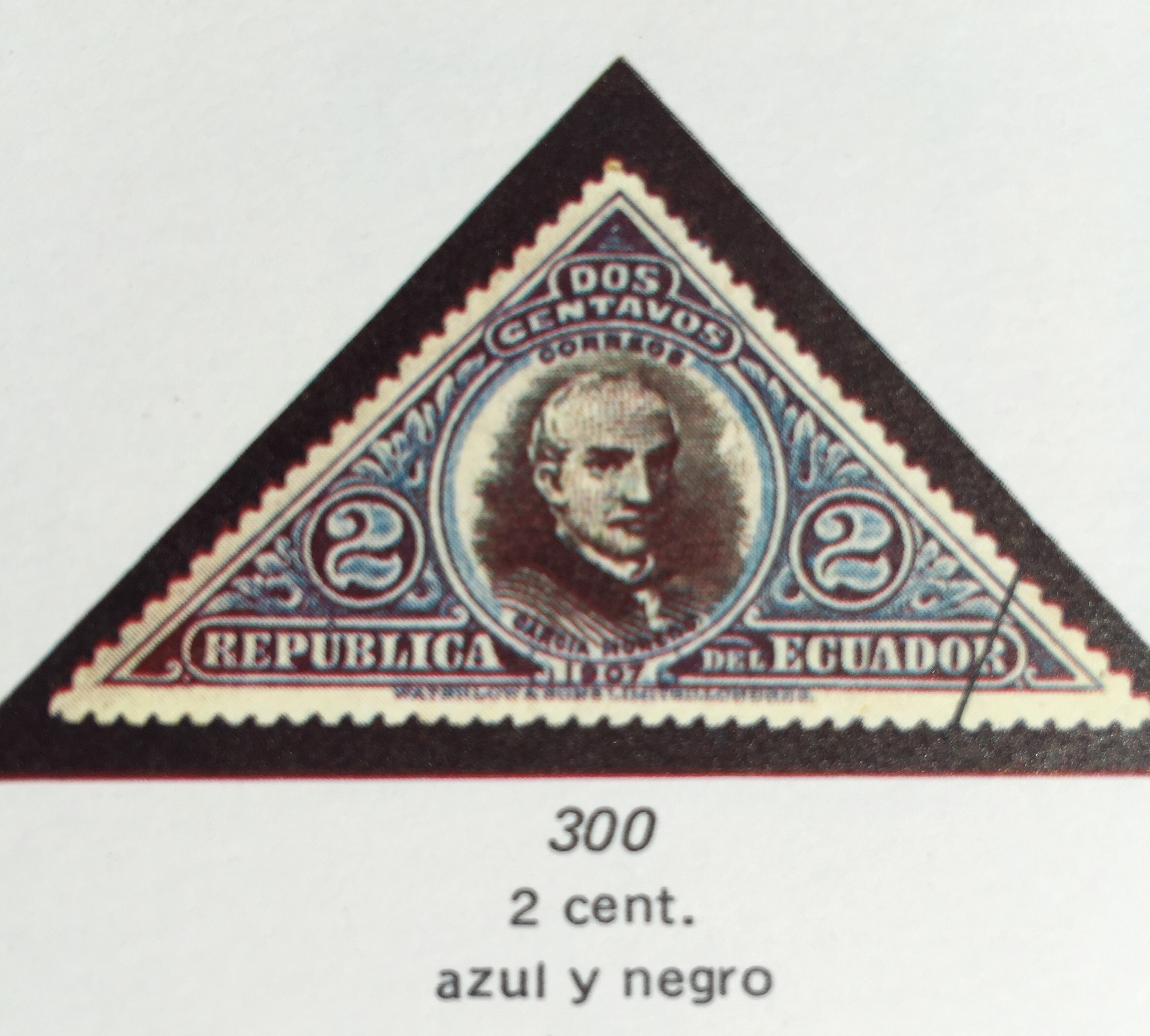
Estampilla con imagen del presidente Gabriel García Moreno emitida en la segunda presidencia del general Eloy Alfaro.

Gabriel García Moreno fue objeto de muchas obras literarias en vida. La cantidad de las mismas se incrementó después de su muerte.
La biografía García Moreno Vengador y Mártir del Derecho Cristiano publicada en 1887 por el francés Augusto Berthe, es resaltada por la descripción de la niñez, adolescencia y las anécdotas de García Moreno. El escritor logró conseguir aquella información gracias a que se la proporcionaron los amigos íntimos del presidente, entre ellos el poeta Juan León Mera. La historia narrada de su juventud, vida polifacética y de sus gobiernos, fue base para las biografías venideras y más que todo en las escritas en Europa.
Las obras recopilatorias de las cartas epistolares y escritos de Gabriel García Moreno por parte de la Juventud Católica y del historiador Wilfrido Loor han sido destacadas por su gran valía, ya que son la fuente principal de las biografías. El jesuita Severo Amable Gomezjurado S. J. es el escritor que más obras le ha dedicado, siendo una de ellas Vida de García Moreno, con un total de trece tomos, en donde también se destacan cartas no incluidas en las obras antes mencionadas.
Juan Montalvo fue el mayor opositor literario del presidente. Publicó varios folletos contra él, siendo los que más resaltan El Cosmopolita, La dictadura perpetua y El último de los tiranos. Pero a pesar de todo esto, Montalvo no pudo dejar de expresarse sobre la muerte de García Moreno. Al respecto Luis Robalino Davila en su obra García Moreno dice:

Y Montalvo, el terrible enemigo, el que dijera al saber de los sucesos de Quito «mi pluma lo mató», años después, en la época aciaga de Veintimilla, pagó en el Desperezo del Regenerador este tributo póstumo al hombre extraordinario: «García Moreno ¡qué hombre!, este sí ¡qué hombre!, nacido para grande hombre sin el desvío lamentable de su naturaleza hacia lo malo, sujeto de grande inteligencia, tirano sabio, jayán de valor y arrojo increíbles; invencionero, ardidoso, rico en arbitrios y expedientes; imaginación socorrida, voluntad fuerte, ímpetu vencedor ¡qué lastima! García Moreno hubiera sido el primer hombre de Sud América, si sus poderosas facultades no hubieran estado dedicadas a una obra nefanda: la opresión, la tiranía. Para lo que ha sucedido en el Ecuador después de la muerte García Moreno, yo de buena gana le hubiera dejado la vida al gran tirano».

El escritor socialista Benjamín Carrión, en su obra García Moreno, el Santo del patíbulo, mostró argumentos, que a juicio de él, desentrañaban la moral dudosa del presidente, además de los presuntos crímenes que cometió antes y durante el ejercicio del poder político, los cuales no lo harían merecedor de la calidad de santo como lo propuso la Iglesia. El libro ocasionó polémica debido a los desaciertos históricos y la supuesta tergiversación de los hechos en los que incurrió el autor, siendo la obra refutada por César Pérez Moscoso en un folleto titulado El campeón de los errores: refutación al libro de Benjamín Carrión.
En 1922 el escritor masónico cubano Jacinto López difundió la versión de que García Moreno había enviado a Faustino Lemus Rayo al Oriente (o Región amazónica del Ecuador) para tener relaciones maritales con su esposa. De lo que existe registro histórico es que el presidente impidió que Rayo fuese al Oriente en 1871 por petición de los misioneros de la Amazonía. En 1958 Manuel Antonio Rayo Carpio, hijo de Faustino Lemos Rayo, oficial de policía se enteró de la versión de Jacinto López y dio testimonio en contra de la misma. Su declaración fue grabada en cinta magnetofónica y publicada en ese mismo año en el folleto titulado En defensa de la verdad.

### Obras dedicadas a García Moreno
| Año       | Obra                                                                      | Autor                                     |
| --------- | ------------------------------------------------------------------------- | ----------------------------------------- |
| 1887-1888 | Escritos y Discursos de Gabriel García Moreno (dos tomos)                 | Sociedad de la Juventud Católica de Quito |
| 1887      | García Moreno Président de L'Équateur Vengeur et Martyr du Droit Chrétien | Augusto Berthe                            |
| 1904      | García Moreno                                                             | Juan León Mera                            |
| 1914      | Gabriel García Moreno: regenerator of Ecuador                             | Maxwell-Scott                             |
| 1921      | Un gran americano García Moreno                                           | José Legohuir Raud                        |
| 1941      | Gabriel García Moreno y El Ecuador de su Tiempo                           | Richard Pattee                            |
| 1942      | García Moreno's Dream of a European Protectorate                          | William Spence Robertson                  |
| 1942      | Vida de Don Gabriel García Moreno                                         | Manuel Gálvez                             |
| 1948      | Orígenes del Ecuador de Hoy, García Moreno                                | Luis Robalino Dávila                      |
| 1953-1955 | Cartas de Gabriel García Moreno (cuatro tomos)                            | Wilfrido Loor                             |
| 1954-1981 | Vida de García Moreno (trece tomos)                                       | Severo Gomezjurado S.J.                   |
| 1959      | García Moreno, el Santo del patíbulo                                      | Benjamín Carrión                          |
| 1966      | García Moreno y sus asesinos                                              | Wilfrido Loor                             |
| 1978      | Por un García Moreno de cuerpo entero                                     | Gabriel Cevallos García                   |
| 1984      | García Moreno                                                             | Manuel M. Freire Heredia                  |
| 2005      | Encuentro con la historia, García Moreno, líder católico de Latinoamérica | Francisco Salazar Alvarado                |
| 2008      | Gabriel García Moreno and Conservative State Formation in the Andes       | Peter Henderson                           |
| 2009      | "Dios no muere!" the life of Gabriel García Moreno                        | Maxwell-Scott                             |
| 2014      | García Moreno                                                             | Hernan Rodríguez Castelo                  |
| 2016      | García Moreno su proyecto político y su muerte                            | Enrique Ayala Mora                        |

### Poemas
| Año  | Obra | Autor          |
| ---- | --- | -------------- |
| 1876 | El héroe mártir, canto a la memoria de García Moreno                                                                        | Juan León Mera |
| 1921 | Año jubilar del primer centenario del nacimiento del excelentísimo señor doctor Gabriel García Moreno (colección literaria) | varios autores |

### Novelas
| Año  | Obra                    | Autor               |
| ---- | ----------------------- | ------------------- |
| 2001 | Sé que vienen a matarme | Alicia Yánez Cossío |
| 2012 | Expiación               | Juan Ortiz García   |

### Filmografía
| Año  | Película                | Director  | Actor         |
| ---- | ----------------------- | --------- | ------------- |
| 2007 | Sé que vienen a matarme | Carl West | Jaime Bonelli |

## Sucesión
| Predecesor: Francisco de Paula de Icaza y Silva | Gobernador del Guayas 1847 - 1848                                                                     | Sucesor: Francisco de Paula de Icaza y Silva |
| Predecesor: Desconocido                         | Presidente del Consejo Municipal de Quito 01 de enero de 1857 - 31 de diciembre de 1857               | Sucesor: Desconocido                         |
| Predecesor: Manuel Espinosa                     | Rector de la Universidad Central del Ecuador 1857 - 1860                                              | Sucesor: Manuel Espinosa                     |
| Predecesor: Gobierno Provisional (de facto)     | Presidente de la República del Ecuador (1.er Período) 26 de septiembre de 1860 - 30 de agosto de 1865 | Sucesor: Jerónimo Carrión                    |
| Predecesor: Javier Espinosa y Espinosa          | Presidente Interino de la República del Ecuador (De facto) 16 de enero de 1869 - 16 de mayo de 1869   | Sucesor: Manuel de Ascázubi (e)              |
| Predecesor: Julio Castro Bastus                 | Ministro de Hacienda 1869 - 1869                                                                      | Sucesor: José M. Baquerizo Noboa             |
| Predecesor: Manuel de Ascázubi (e)              | Presidente de la República del Ecuador (2.º Período) 10 de agosto de 1869 - 6 de agosto de 1875       | Sucesor: Francisco Javier León (e)           |